# Royal Navys historia

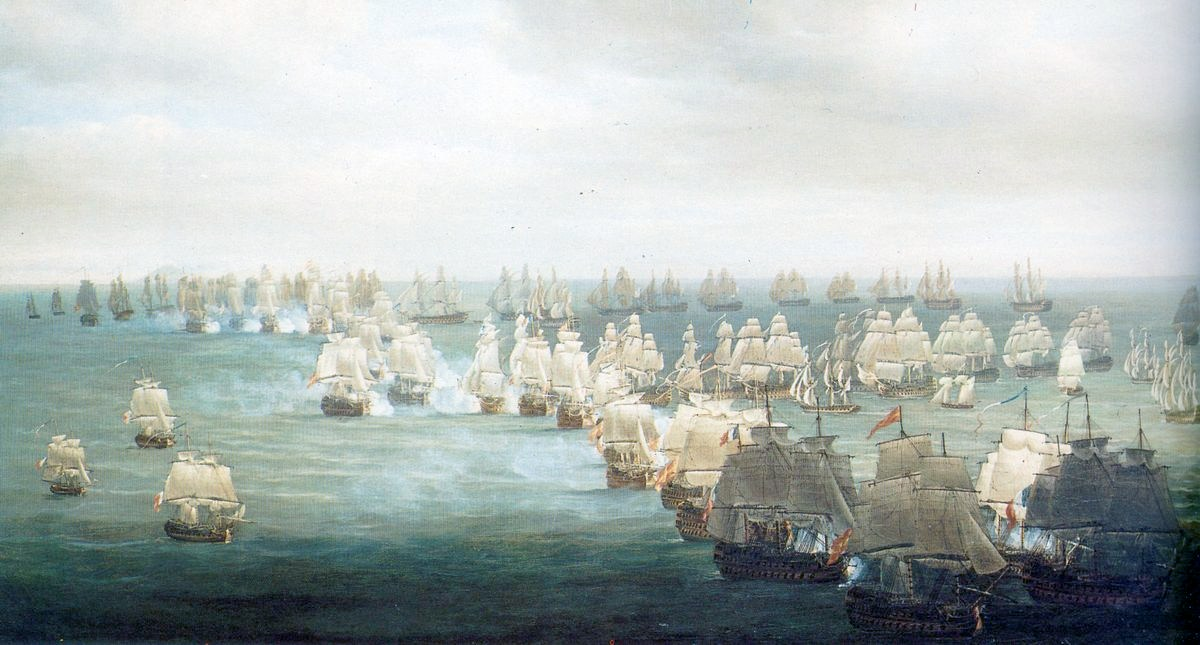
Slaget vid Trafalgar 1805

Royal Navys historia går åtminstone tillbaka till 800-talet när Alfred den store byggde upp en flotta för att bekämpa vikingarna. Under medeltiden avlöste perioder av starka och svaga engelska flottor varandra. Från en styrkeperiod i mitten av 1300-talet förföll flottan och i början av 1400-talet var Englands kuster utlämnade åt främmande flottors härjningar.
Från början av 1500-talet började Royal Navy reformeras och byggas ut. Segern över den spanska armadan 1588 etablerade definitivt Royal Navy som en av världens ledande flottor. Under 1600-talet skapades en permanent flotta och England inledde en mera expansiv maritim politik, vilket ledde till en serie krig med Nederländerna, vars starka flotta bjöd Royal Navy på hårt motstånd.
Efter den ärorika revolutionen 1688 inleddes en drygt 200-årig period av brittiskt herravälde på haven. Genom unionsakten 1707 införlivades den skotska flottan med Royal Navy, vars amiraler även förde befäl över Nederländernas flotta. Den växande flottan drogs inledningsvis med ekonomiska problem, men sedan nya metoder för finansiering utvecklats i mitten av 1700-talet kunde Royal Navy växa till världens största flotta. Ständig aktivitet, både i ständiga drabbningar med europeiska konkurrenter, främst Frankrike och Spanien, och i olika koloniala engagemang gav Royal Navy besättningar vars kompetens ingen annan nation kunde matcha.
Royal Navys makt kulminerade i och med Napoleonkrigen. Den brittiska flottan spelade en avgörande roll i den slutgiltiga segern över Napoleon och vann många drabbningar, varav den mest kända var den vid slaget vid Trafalgar 1805. Under hela 1800-talet bibehöll Royal Navy sin särställning på haven. Från mitten av 1800-talet ändrade dock flottan karaktär i och med att segelfartyg i trä ersattes med ångdrivna pansarklädda fartyg, och en teknologisk kapprustning började ta fart.
I och med sjösättningen av slagskeppet Dreadnought 1906 bekräftade Royal Navy sin position som den ledande flottan, och etablerade en ny standard för de tyngsta fartygen. I praktiken led dock Royal Navys epok som härskare över haven mot sitt slut. Nya framväxande industrinationer som USA och Tyskland hade redan passerat Storbritannien som producenter av industriprodukter och i Tyskland inleddes en massiv marin upprustning.
Under det första världskriget lyckades Royal Navy genom en serie mindre drabbningar stänga den tyska Högsjöflottan inne i Nordsjön. De viktigaste striderna till sjöss utkämpades dock mellan tyska ubåtar som försökte strypa britternas försörjningsleder över Atlanten och de allierade eskortfartyg som skyddade dessa leder och de konvojer som färdades längs dem. Även här segrade Royal Navy, men med knapp marginal.
Det andra världskriget blev delvis en upprepning av det första. Åter ställdes Royal Navy främst mot tyska ubåtar. Denna gång var man dock betydligt svagare, och stod nu även inför hot från Italien i Medelhavet och Japan i Stilla havet. Avgörande för att Royal Navy än en gång kom att stå som segrare var hjälpen från USA. I takt med att kriget fortlöpte blev Royal Navy allt mer beroende av amerikansk utrustning, och den amerikanska flottan kom också att överta rollen som den dominerande i världen. Särskilt i Stilla havet spelade Royal Navy en ytterst marginell roll.
Efterkrigstiden präglades för Royal Navys del av en omställning från en global stormaktsflotta till en flotta som i huvudsak inriktades på ubåtsbekämpning i Atlanten inom ramen för NATO. Dess storlek minskades kraftigt och inriktningen försköts från hangarfartyg och tunga ytfartyg till eskortfartyg. Falklandskriget innebar att denna utveckling delvis hejdades, och att viss förmåga att projicera sjömakt behölls. Kalla krigets slut innebar en återgång till en mera global roll för Royal Navy. Från 1960-talet kom också ansvaret för Storbritanniens kärnvapenavskräckning att ligga på Royal Navy i form av ett antal ballistiska robotubåtar.

## Royal Navys förhistoria - Medeltiden

### England - Saxiska flottan (cirka 800-1066)
Englands första flotta etablerades på 800-talet av Alfred den store men lyckades, trots att den förfallit, vålla stor skada för vikingarna i Wantsumkanalen vid Plucks Gutter i närheten av Stourmouth i Kent. Flottan återupplivades dock av kung Athelstan och vid tiden för hans seger i slaget vid Brunanburh år 937 hade den engelska flottan omkring 400 skepp. I samband med den normandiska invasionen av England så var kung Harald tvungen att lita på att flottan skulle hejda Vilhelm Erövrarens invasionsflotta från att korsa kanalen. Inte långt före normandiska invasionen förstördes dock flottan i en storm och drevs in i hamn. Normanderna kunde då korsa kanalen utan motstånd.

### England - Normanderna och medeltiden
Efter att de anglosaxiska sjöstyrkorna hade misslyckats med att hindra Vilhelm Erövraren från att korsa kanalen och förlorat slaget vid Hastings, satte de normandiska kungarna upp en liknande styrka år 1155, då med många skepp anskaffade från Cinque Ports-alliansen (eventuellt skapad av normanderna eller möjligen redan existerande och utvecklad av dem för egna syften). Normanderna skapade troligtvis titeln Lord Warden of the Cinque Ports, med uppgift att vaka över hamnarnas rättigheter. Under Hundraårskriget var den engelska flottan till en början underlägsen den franska men 1340 vanns en storartad seger i slaget vid Sluis där den franska flottan nästan helt förstördes.
Kung Johan hade en flotta med 500 skepp. I mitten av 1300-talet hade Edward III ett flotta på 712 skepp. Därefter inleddes en period av nedgång för flottan. Det medeltida Englands intresse fokuserades inte mot haven, utan mot Frankrike, där de engelska kungarna hade stora besittningar. Försvagat av hundraårskriget och inbördes stridigheter, Rosornas krig, lät England sin flotta förfalla till sådan grad att man inte längre kunde skydda sina kuster från pirater.

## Royal Navys framväxt 1485-1692

### England - Huset Tudor och Royal Navy 1485-1603

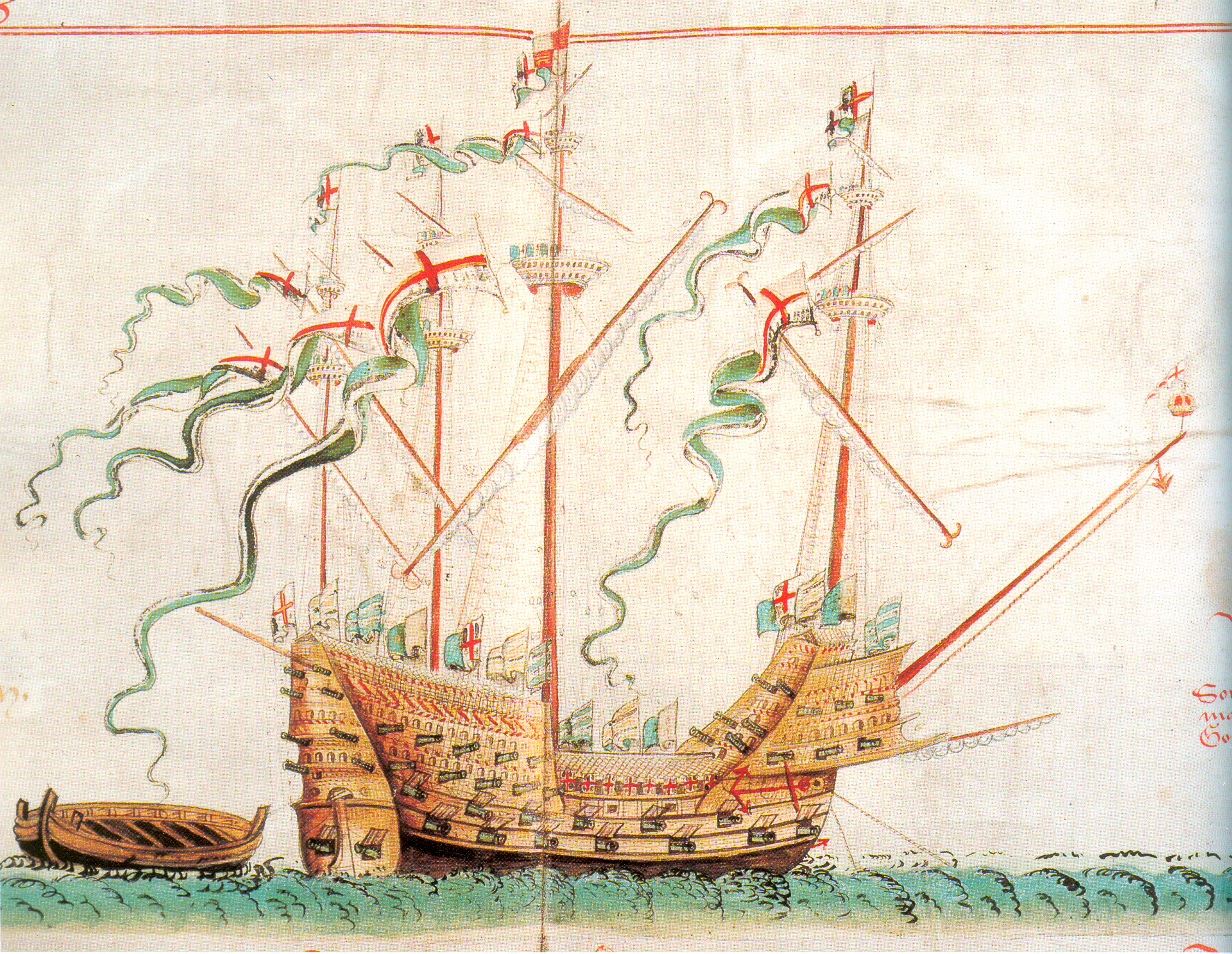
Henry Grace à Dieu illustrerad i Anthonyrullen.

I och med huset Tudors trontillträde fick England en period av inre stabilitet. Henrik VII gynnade engelsk sjöfart och lät bygga de första örlogsfartygen på 50 år. Hans politik kännetecknades dock av ekonomisk sparsamhet och utrikespolitisk försiktighet, så den stora utbyggnaden av flottan kom först senare.
Den första reformationen och större expansionen av Navy Royal, som den senare skulle vara känd som, skedde under 1500-talet under Henrik VIII:s regim. Hans skepp Henry Grace à Dieu ("Great Harry") och Mary Rose anföll den franska flottan i slaget om Solent år 1545, och avvärjde en fransk invasion, till priset av att Mary Rose gick under. Vid kungens död år 1547 hade hans flotta växt till 58 skepp.
Inspirationen till Henrik VIII:s flotta kom från Skottland, där stora kanonbestyckade fartyg börjat byggas. Under 1400-talet hade inte England förmått att självt producera de nyaste fartygstyperna, karaveller och karacker, som utgjorde stommen i de spanska och portugisiska flottor som ledde uppbyggandet av dessa båda rikens kolonialvälden. Den nya engelska flottan byggdes dock med sådana moderna fartyg, kraftigt bestyckade och med kanonerna bakom kanonportar i skrovet. Däremot syntes tydliga spår av det medeltida marina tänkandet i det faktum att fartygen fortfarande hade fler infanterister än sjömän ombord och att bestyckningen var arrangerad för att slå tillbaka bordningsförsök snarare än att beskjuta fartyg med bredsidor, så som senare blev vanligt.
Under Henrik VIII byggdes också flertalet skeppsvarv, och 1545 fick engelska flottan ett organisatoriskt övertag över andra flottor i och med att "Navy Board" infördes för att överta och fördela alla de uppgifter som flottans skapare, William Gonson, haft. I Navy Board fick flottan en professionell organisation präglad av specialisering och arbetsdelning.
Efter Henrik VIII drabbades England av ännu en tid av inre stridigheter, denna gång mellan katoliker och protestanter, och dyra krig med Frankrike. Ännu en gång förföll den brittiska flottan. Kriget med Frankrike ledde 1558 till förlusten av den sista engelska besittningen på Europas fastland, Calais. Denna händelse blev inledningen på en omorientering av de brittiska intressena från kontinenten och mot världshaven.
Efter Elisabeth I:s trontillträde 1558 fick protestanterna övertaget i Englands religiösa stridigheter och förbindelserna mellan England och dess forna allierade, det katolska Spanien, försämrades raskt. England hade inte styrka att utmana den spanska stormakten direkt, men förde ett inofficiellt krig mot Spanien genom stöd till rebellerna i Nederländerna och genom kaparkrig på haven.

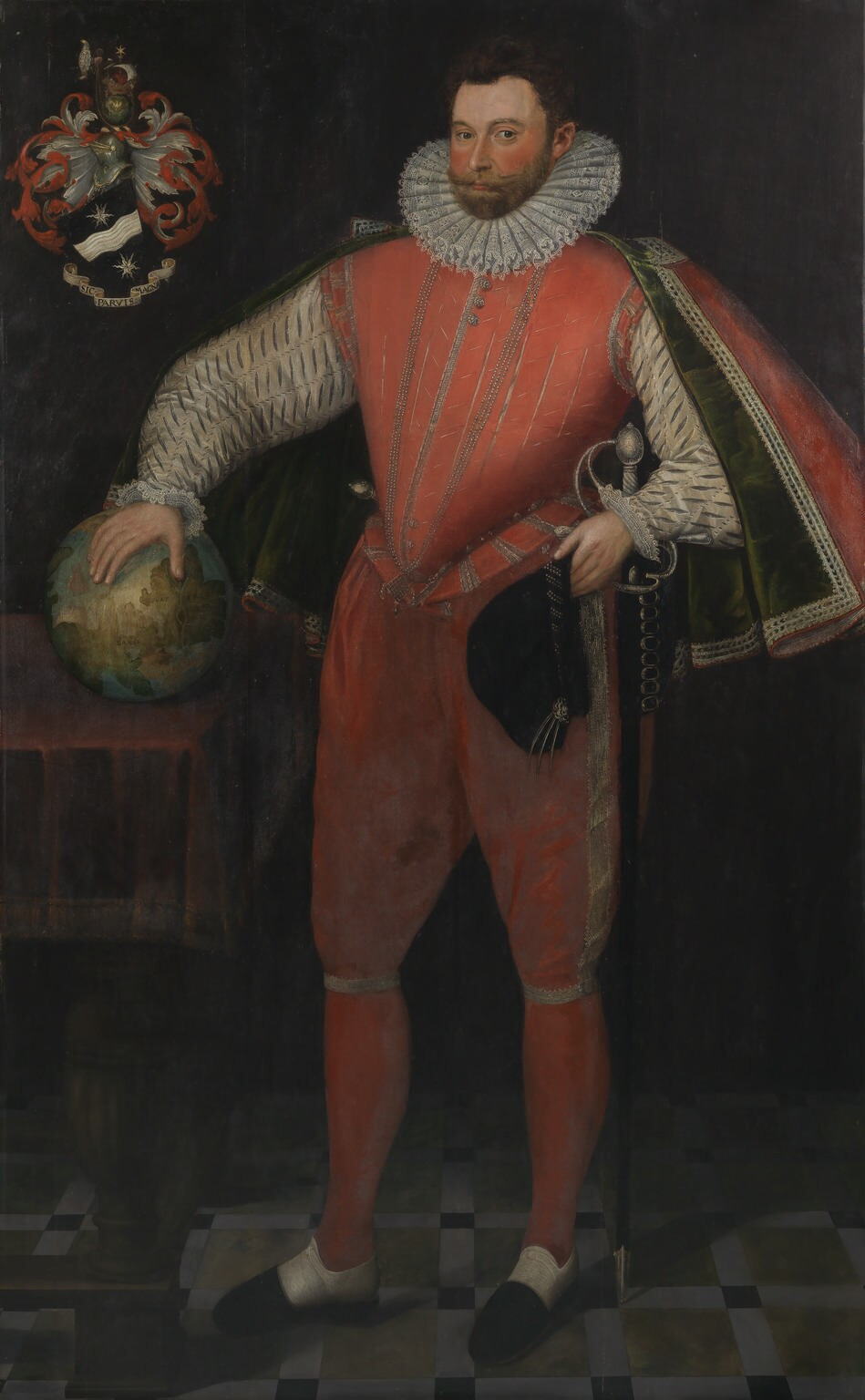
Sir Francis Drake, c. 1540–1596.

Kapare var ett slags licensierade pirater, som fått en regents fullmakt, kaparbrev, som gav rätt att plundra fiendens fartyg. Sådana hade sedan lång tid anlitats av bland annat Engelska kungar och lokala ämbetsmän. Henrik VIII intensifierade användandet av kapare i sitt krig med Frankrike, men lät även kaparna anfalla spanska galeoner lastade med ädelmetaller och socker från Nya världen. Omkring 1570 inleddes en ny våg av kaparkrigföring, utförda av kaptener som Hawkins och Drake, riktade mot det spanska rikets livsnerv, silverflottorna från Peru och Mexiko till Spanien. Det centralstyrda spanska riket hade svårt att reagera på dessa härjningar eftersom det tog så lång tid för information att färdas från Västindien till Madrid och åter.
Kaparverksamheten ledde till framväxten av privata engelska flottor. Hawkins hade till exempel 1571 16 fartyg, bestyckade med sammanlagt 400 kanoner, som bemannades av 1500 besättningsmän. Dessa flottor var ett viktigt verktyg för att ge det spanska imperiet kännbara nålstick, men också en del av försvaret mot den spanska invasion som hela tiden fruktades, och som också planerades.
År 1588 var det spanska imperiet Europas stormakt och hotade England med en invasion. Den spanska armadan satte segel för att upprätthålla den spanska dominansen över Engelska kanalen och transporterade trupper från Spanska Nederländerna till England. Armadan misslyckades dock på grund av dåligt väder och uppror bland holländarna i de spanska territorierna längs Engelska kanalen.  Drake-Norris expedition år 1589 blev dock vändningen för Royal Navy. England fortsatte sina räder mot spanska hamnar och skepp som färdades över Atlanten under Elisabet I regim men led också svåra förluster mot den reformerade spanska flottan.

### England - Huset Stuart och Royal Navy 1603-1692

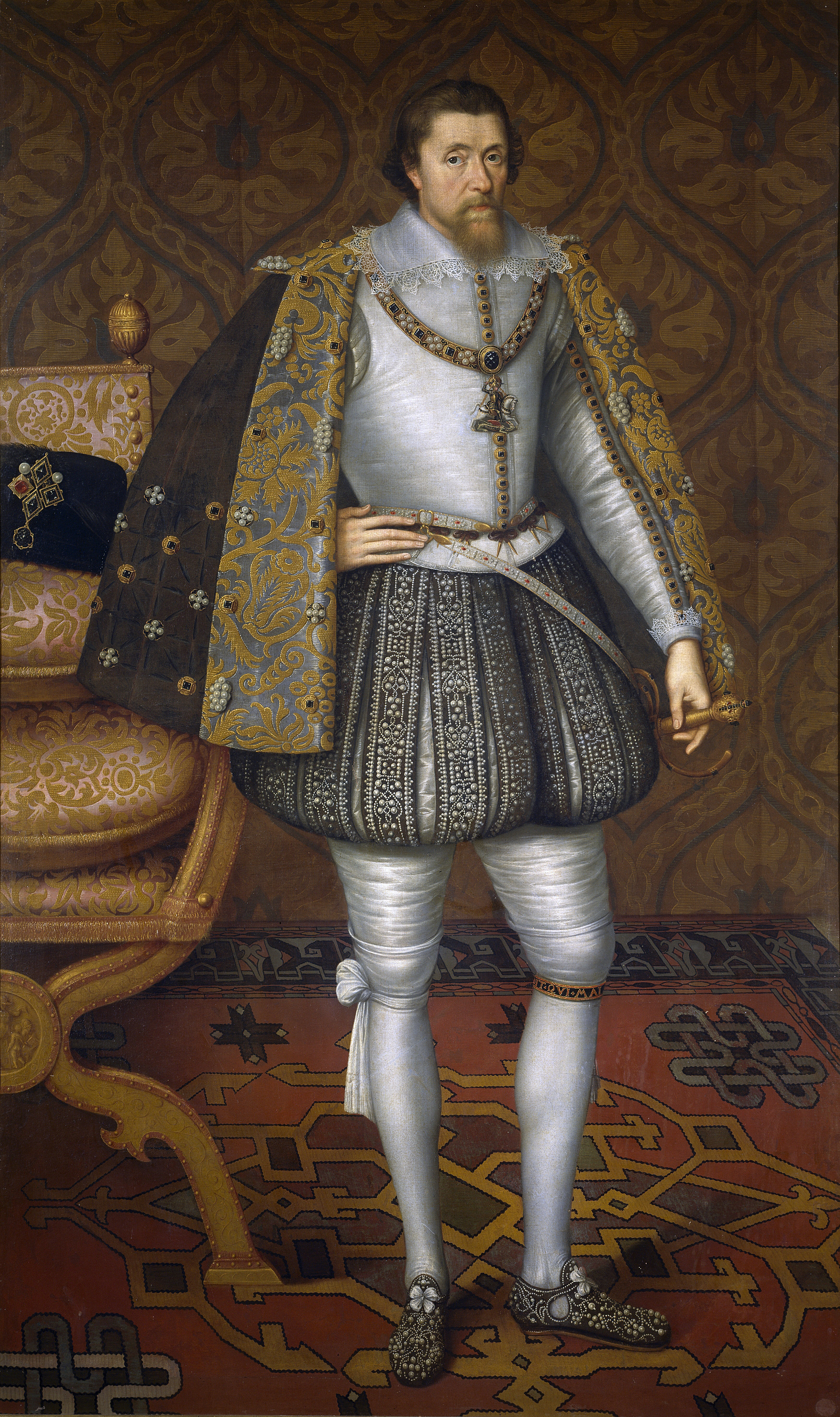
Jakob I av England

Huset Stuarts trontillträde 1603 innebar en ändring av den engelska politiken. Elisabeths krig hade lämnat djupa hål i kassakistorna och den nya kungen Jakob I intresserade sig mer för teologi och vetenskap än krigföring. 1604 slöts fred med Spanien och Kaparkriget inställdes. Många kapare kom dock att fortsätta sin verksamhet utan officiellt godkännande, som pirater. Åter fick den engelska flottan förfalla.
När den engelska flottan åter byggdes upp i mitten av 1600-talet var Holland huvudkonkurrenten. Under första halvan av 1600-talet hade holländarna ryckt åt sig en ledande ställning inom handel och sjöfart. Kapare och statsunderstödda handelskompanier i kombination med de rika handelsstäderna i Holland låg bakom denna ställning. Efter inbördeskriget ville det segrande engelska parlamentet utmana denna holländska dominans. Navigationsakten 1651 var ett led i detta, liksom återupptagen kaparverksamhet, nu mot holländarna.
Denna maktkamp kom att leda till tre krig mellan England och Holland under perioden 1652-1674, om herraväldet i Engelska kanalen, och indirekt på världshaven. Royal Navy mötte här en svår motståndare och lyckades inte nå något avgörande i dessa krig. Den ärorika revolutionen 1688 innebar slutet på denna maktkamp i och med att England och Holland ingick en personalunion. Den skulle också utgöra starten på den period då "Britannia" härskade över vågorna. Den ärorika revolutionen medförde dock krig med Frankrike. Den starka franska flottan utmanade Royal Navy, och England ställdes inför hot om invasion. Genom det förlorade slaget vid Beachy Head 1690 kunde invasionshotet avvärjas då flottan i alla fall överlevde, och genom segrarna vid Barfleur och La Hougue 1692 säkrade Royal Navy dominansen till havs.

## Royal Navys Storhetstid 1692-1914

### Storbritannien - kampen mot Frankrike 1692-1763

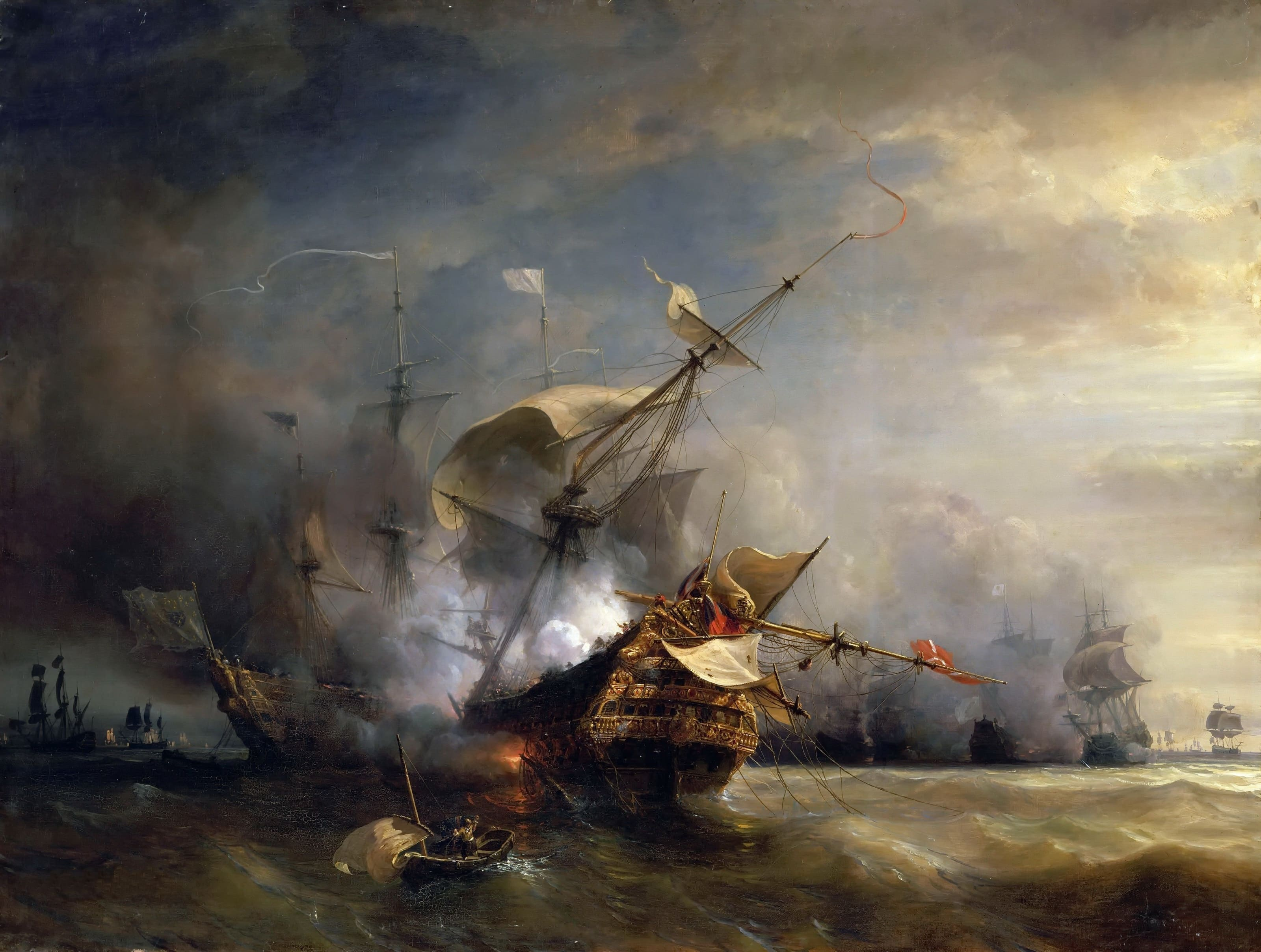
Slaget vid Lizard Point 1707

De engelska segrarna till havs 1692 kom att få långtgående följder. De skriftliga instruktionerna från Amiral Russell inför dessa slag, där flottan organiserades på linje, kom att utgöra grunden för flottans taktik under mer än ett århundrade. Förutsättningarna för sjökriget ändrades också i och med att Frankrike gav upp försöken att nå sjöherravälde, och istället inriktade sig på att angripa den engelska handelssjöfarten, och därmed ekonomin, i ett kaparkrig liknande det England hundra år tidigare fört mot Spanien.
Det franska kaparkriget blev en stor framgång. Över 4 000 engelska och holländska handelsfartyg föll offer för franska statliga och privata kapare, och koloniala utposter härjades. Royal Navy hade inledningsvis mycket svårt att värja sig mot denna krigföring som tvingade dem att sprida sina resurser tunt över stora ytor. Tack vare det nya politiska systemet i England kunde stora resurser uppbådas av parlamentet för att utöka flottan. Mellan 1690 och 1700 ökade flottan från 109 till 176 krigsfartyg. Till sist fann man också ett motmedel mot kaparkriget. Från baser i Cadiz i det allierade Spanien kunde en permanent engelsk medelhavsflotta blockera den viktiga franska marinbasen i Toulon, och därmed inte bara störa kaparkriget utan också hejda en stor del av Frankrikes handel.
Fred slöts 1697, men redan då förberedde sig Europa för nästa stora krig, det spanska tronföljdskriget, som utbröt 1701. Genom att Frankrike tidigt fick kontroll över Spanien stängdes de spanska marinbaserna för England, och därmed möjligheten att blockera den franska medelhavsflottan. Inledningsvis var därför Royal Navy ansträngd till det yttersta. Dess resurser skulle räcka till att skydda konvojer i Atlanten mot ett nytt kaparkrig, blockera den franska flottan i Brest, skydda de brittiska kolonierna i Västindien och Nordamerika, och försöka återvända till Medelhavet.
Vändningen kom 1704 då en engelsk styrka erövrade Gibraltar, och i det oavgjorda sjöslaget vid Malaga hindrade de båda franska huvudflottorna att förenas. Efter detta kom den franska flottan att hållas splittrad, vilket gav Royal Navy praktiskt taget garanterat numerärt övertag. Vid freden 1713 blev Gibraltar brittiskt, och har sedan dess varit en viktig stödjepunkt för Royal Navy.
Slutet av 1600-talet och första halvan av 1700-talet var en tid då Royal Navys infrastruktur ständigt byggdes ut för stödja dess allt mer globala roll. Nya skeppsvarv och baser gjorde Portsmouth och Plymouth, tillsammans med Greenwich, till flottans viktigaste stödjepunkter på de brittiska öarna. Baser och permanenta flottstyrkor fanns även i Gibraltar, Minorca, Nordamerika (Halifax, Savannah) och Västindien. Expeditioner för utforskning och kartläggning av kuster genomfördes. I Greenwich etablerades Royal Observatory som kom att få en nyckelroll i jakten på bättre metoder för navigering. Särskilt metoder för fastställande av longitud söktes, och blev föremål för en pristävling. Måntabeller (Meyer) och precisa kronometrar (Harrison) kom var för sig att lösa problemet under andra halvan av 1700-talet. Även en skola för navigation etablerades i Greenwich.
De första decennierna av 1700-talet såg också en enorm expansion av världshandeln. Viktigast var den så kallade triangelhandeln, där slavar transporterades från Afrika till Amerika, socker från Amerika till Europa, och rom och industrivaror till Afrika. Den brittiska handelsflottan skötte en ständigt växande andel av denna handel, och starka intressen ville bryta det spanska monopolet på handel med dess kolonier. Brittiska handelsfartyg trotsade ofta den spanska motviljan mot konkurrens, men råkade ibland illa ut också. En sådan incident där spanjorer bordade och plundrade ett brittiskt fartyg och slutligen högg av kaptenen Jenkins öra, något som slutligen ledde till krig mellan Spanien och Storbritannien 1739.
En första seger vid Portobello 1739 ledde till en våg av entusiasm för flottan, och fick James Thomson att skriva dikten "Rule, Britannia!", till vilken Thomas Arne satte musik. De första framgångarna förbyttes dock i motgångar. Britterna saknade i stort en sammanhängande strategi. Ett försök att anfalla Cartagena misslyckades och 10 000 man dukade under av malaria och gula febern. Spanjorerna visade sig också skickliga på att föra kaparkrig, och en allt annat än handlingskraftig insats av Medelhavsflottan förbättrade inte läget. Det gjorde inte heller det faktum att Spanien 1743 fick en allierad i Frankrike. Därmed ställdes Royal Navy med sina drygt 100 linjeskepp och 58 fregatter mot en jämbördig motståndare i Frankrikes omkring 50, och Spaniens omkring 50, linjeskepp.
Vid denna tidpunkt kom dock Royal Navy under Amiral George Ansons ledning. Han kom att bli en av flottans viktigaste administratörer genom tiderna. Anson gjorde sig ett namn under en expedition till Stilla Havet 1740-44, där hans fartyg och besättningar under stora umbäranden, och stora förluster till följd av sjukdomar, inte minst skörbjugg, till sist lyckades erövra ett rikt byte av ett spanskt fartyg på väg från Manila. Ansons erfarenheter speglar två av de viktiga problem kring sjöfart som brittiska forskare ägnade sig åt. Förutom problemen med navigation handlade det om sjukdomar, och då speciellt skörbjugg som begränsade den tid ett fartyg kunde operera till havs. Lösningen blev ett tillskott av limejuice i sjömännens grogg.
Anson kom att reformera flottan från grunden. Han standardiserade fartyg och bestyckning, reformerade befordringssystemet för att lättare släppa fram begåvade officerare, och anpassade flottans disciplinsystem till det faktum att en stor del av sjömännen var oerfarna rekryter som pressats i tjänst mot sin vilja. Ett hårt, men förutsägbart och konsekvent, disciplinsystem tog form. Det var också under denna tid som flottans officerare utrustades med uniformer. Framförallt hade Anson ett strategiskt tänkande. Han lät skapa Western squadron, vilken kom att få en nyckelroll i att blockera de franska atlanthamnarna och att ingripa mot konvojer på väg till Amerika.
Ett första sådant ingripande kom i maj 1747 då en brittisk styrka under befäl av Anson själv gensköt och besegrade en mindre fransk styrka vid Kap Finisterre. Även på det taktiska området skedde en utveckling, då de stående stridsinstruktionerna från slutet av 1600-talet kompletterades med en genomgång inför slaget där fartygsbefälhavarna fick ta del av tankarna bakom amiralens strategi, och därmed kunde handla mer självständigt i chefens anda. Detta möjliggjorde ett mer offensivt uppträdande. Denna framgång följdes av ytterligare en i oktober 1747, då ytterligare en fransk styrka vid Kap Finisterre besegrades i grunden av en brittisk styrka under befäl av amiral Edward Hawke. Detta satte i princip punkt för de franska försöken att motsätta sig det brittiska sjöherraväldet i detta krig som varade till 1748. Kriget hade till sist blivit en brittisk framgång till havs. De brittiska förlusterna i handelsfartyg inskränkte sig till omkring 600, bara hälften av de franska förlusterna. Styrkan i Gibraltar hade effektivt lyckats hålla den franska styrkan delad, och den stora styrkan i Toulon overksam.
Knappt hade detta krig avslutats så var det dags för nästa kraftmätning mellan Storbritannien och Frankrike. Den franska flottan hade åter byggts upp till omkring 90 fartyg, och fransmännen satsade nu på en strategi som gick ut på att hota Storbritanniens tyska besittningar (Hannover) och samtidigt binda dess flotta med ett invasionshot över kanalen. När kriget bröt ut 1756 inledde fransmännen med ett överraskande anfall mot den brittiska basen på Minorca. Den brittiska styrkan under amiral Byng retirerade och Minorca föll. Även på annat håll hade fransmännen inledningsvis framgångar. I Indien hade cheferna för de båda ländernas ostindiska kompanier, Dupleix och Clive, sedan 1751, slagits om kontrollen över Indien, och nu hade fransmännen fått övertaget, liksom i Nordamerika där inofficiella strider pågått sedan 1753.
Britterna kunde dock vända krigslyckan ganska snart. Ekonomiskt stöd till Preussen gav britterna en pålitlig allierad på fastlandet som kunde binda den franska armén. Western Squadron (Hawke) återupptog blockaden av de franska atlanthamnarna och kunde hålla den franska flottan splittrad och instängd, vilket gav resten av den brittiska flottan fria händer att rulla upp fransmännens kolonialvälde och att tillsammans med kapare tömma haven på fransk handelssjöfart. De franska trupperna i Indien och Nordamerika led snart av brist på underhåll och förstärkningar och 1760 hade britterna ett säkert grepp om båda dessa områden. 1759 gjorde den franska flottan ett sista desperat försök att bryta sig ut för att landsätta en invasionsflotta i Skottland. Detta ledde till sjöslaget vid Quiberon Bay, vilken blev en förkrossande brittisk seger, och innebar att franska flottan var utslagen för resten av kriget. Spaniens sena inträde i kriget på Frankrikes sida gjorde lite för att påverka situationen, utan ledde bara till att den brittiska flottan fritt kunde härja bland de spanska kolonierna också. När fred slöts 1763 hade Royal Navy stärkt sin position som världens ledande flotta. Det franska kolonialväldet i Nordamerika och Indien överlämnades till Storbritannien.
Under denna period inträdde fler förändringar i den brittiska flottan. Den olycklige amiral Byng, som genom sin passivitet vid Minorca hade givit fransmännen en viktig seger 1756 ställdes inför krigsrätt och avrättades. Det är mycket omdiskuterat hur stort hans ansvar för nederlaget egentligen var, och hur mycket som berodde på hans skriftliga instruktioner och annat utanför hans kontroll. Klart är att opinionen krävde ett offer för de inledande motgångarna och att marinen behövde statuera ett exempel för att motivera sina befälhavare till större aggressivitet, vilket också understöddes av mer offensiva reviderade stridsinstruktioner. Under denna tid får också Royal Navy ett nytt standardfartyg, ett tredjeklassens linjeskepp med 74 kanoner. Fartygets byggdes efter förebild från de då överlägsna franska örlogsfartygen.
Kriget 1756-63 visade på en väsentlig skillnad mellan fransk och brittisk sjömakt. För Frankrike var flottan ett komplement till dess lantmilitära styrka. När kriget bröt ut stryptes resurserna till flottan som genom förluster slutligen utplånades som effektiv styrka. För britterna kom flottan i första hand. Den var imperiets livförsäkring. När kriget bröt ut accelererade fartygskonstruktionen. Flottan hade 1758 växt till 276 fartyg, tre gånger så stor som den franska flottan, bemanningen från 10 000 sjömän 1755 till 80 000 1760.

### Storbritannien - Nordamerikas frigörelse 1763-1783

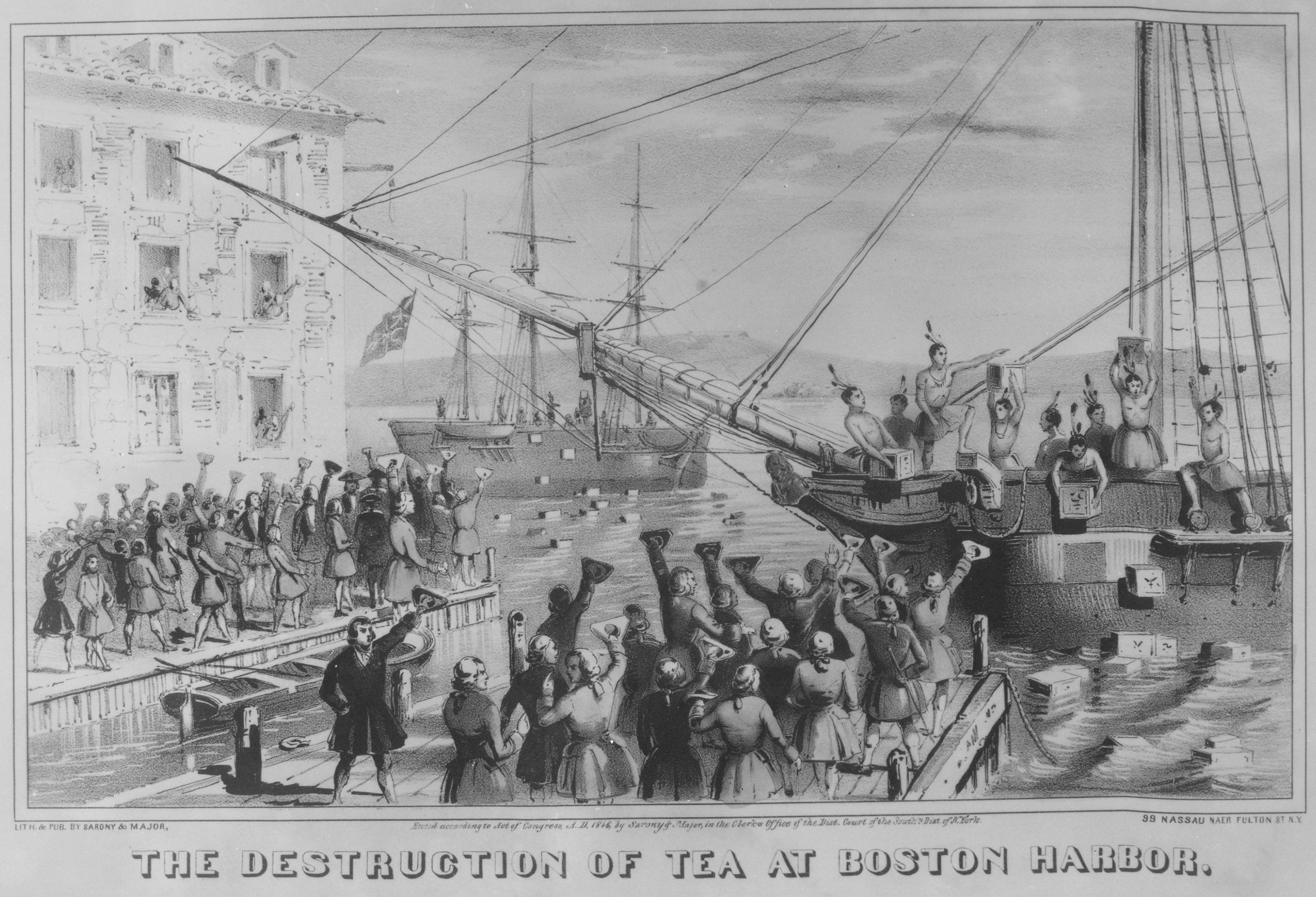
Litografi av tebjudningen i Boston från 1846.

Segern över Frankrike hade dock ett pris. Den brittiska regeringen hade dragit på sig skulder på 140 miljoner pund. Frågan var nu var man skulle finna resurser att avbetala detta. Blickarna riktades snart mot kolonierna i Nordamerika som gynnats av kriget och dess utgång, och vars handelsmän tjänade stora pengar på handel i strid med den brittiska navigationsakten, och på regelrätt smuggling på Västindien. Genom tullar och tillslag mot smugglingen skulle amerikanarna fås vara med och betala notan. Royal Navy fick en central roll i att genomdriva denna politik, som inte blev populär bland de amerikanska handelsmännen som vägrade att finna sig i beskattning samtidigt som man saknade representation i det brittiska parlamentet. 
Konflikten mellan handelsmännen och den brittiska kronan skärptes gradvis, och ledde till upplopp och angrepp på tjänstemän, regeringsbyggnader och flottans fartyg i Nordamerika. Kulmen blev Boston Tea Party 1773 då inhyrda busar stormade fartyg ur brittiska ostindiska kompaniet och vräkte dess last överbord. Två år senare rådde fullt inbördeskrig i Nordamerika.
Detta nya krig ställde Royal Navy inför nya utmaningar. En brittisk armé på 50 000 man måste transporteras och underhållas med all nödvändig utrustning över Atlanten. Till detta kom hotet från amerikanska kapare och från det väntade ingripanden från den franska flottan. Amerika saknade egen flotta, men satsade på ett privat organiserat kaparkrig mot den brittiska handelssjöfarten. Detta blev tämligen framgångsrikt. Bara under 1777 togs över 300 fartyg som byte. Royal Navy saknade helt enkelt resurser att skydda sjöfarten, samtidigt som man höll huvuddelen av flottan samlad i väntan på att den farligaste motståndaren, Frankrike, skulle ingripa i kriget.
Sedan 1763 hade Frankrike åter byggt upp sin flotta med nya, stora och slagkraftiga fartyg. Tillsammans med sina spanska allierade hade Frankrike nu för första gången på länge ett större fartygstonnage än Royal Navy. Lägg till det fransk revanschlust efter det senaste nederlaget, så blir det begripligt varför britterna ville hålla flottans huvuddel i beredskap i Europa. Det franska ingripandet kom mycket riktigt 1778, följt av Spanien 1779 och senare också Holland.
Den brittiska situationen var nu kritisk. Kriget i Nordamerika gick dåligt. Brittiska stödjepunkter i Gibraltar, Minorca, Västindien hotades av Spanien och Frankrike, som till och med vågade sig på ett invasionsförsök mot de brittiska öarna 1779, vilket dock fick överges på grund av dåligt väder. I sjöslaget vid Chesapeake Bay i september 1781 ledde oklarheter i den brittiska signaleringen i att deras franska motståndare kunde undkomma ett i övrigt bekymmersamt läge. Slaget fick till följd att den hårt pressade armén under Cornwallis, som tagit sin tillflykt till Yorktown och som hoppats undkomma sjövägen tvingades kapitulera. Därmed var slaget om Nordamerika avgjort. Nu återstod för Royal Navy att se till att Storbritannien kom så lindrigt som möjligt undan från kriget med Frankrike och Spanien.
Royal Navy hade dock vissa fördelar på sin sida. Till fartygens bestyckning tillkom nu en kraftfull kanon, karronaden, vilken gav de brittiska fartygen, särskilt som dess besättningar var så väldrillade, ett övertag i eldkraft mot sina konkurrenters större fartyg. En minst lika viktig nymodighet var de kopparplåtar med vilka skrovet kläddes. Dessa gav ett gott skydd mot förslitningar och skeppsmask, och minskade den tid ett fartyg måste ligga på land för underhåll med en tredjedel. De gjorde också fartygen snabbare och smidigare.
Flottan hade inte heller nu, vilket kanske strider mot gängse uppfattning, svårt att finna frivilliga till sina fartyg. Sedan var utbyggnaden så kraftig att det ändå blev svårt att finna tillräckligt med besättningsmän, särskilt erfarna sådana, vilket medförde att man även tvingades pressa många i tjänst. Även om förhållandena kunde vara hårda på ett fartyg i Royal Navy så måste det sättas i relation till hur livet i övrigt tedde sig vid denna tid. Flottan betalade ofta bättre än den privata sjöfarten, och var pålitligare på att betala. Dessutom tillkom chansen till prispengar, vilka även för en vanlig sjöman kunde bli ganska stora belopp om fartyget var lyckosamt. I och med att besättningen var betydligt större på ett av flottans fartyg än en privat motsvarighet var jobbet ofta lättare. Maten var som regel riklig och av hyfsad kvalitet. Genom divisionssystemet som infördes med början 1755 kom varje besättningsman att ingå i en division. Varje löjtnant fick befäl över en division, och ansvar för att sörja för deras välbefinnande. Systemet medförde tätare relationer mellan officerare och manskap. Ofta fanns både läkare och präst ombord på lite större fartyg för att sörja för besättningens kroppsliga och själsliga välbefinnande.
Flottan gav skickliga sjömän en chans att avancera. Erfarna matroser kunde anförtros svårare uppgifter, fick bättre betalt, och om de skötte sig ofta underbefälsbefattningar. En del kunde till och med nå officersgrad, däribland den kände upptäckaren James Cook som började sin bana i flottan på detta sätt. Mindre erfarna sjömän klassades som "Ordinary seaman" och de som helt saknade marina färdigheter klassades som "landsmen". Fartygen var något av flytande skolor. På två år kunde en landkrabba läras upp till matros. Det var inte ovanligt att det fanns en lärare ombord för att lära analfabeter och de många barn som fanns ombord att läsa och skriva.

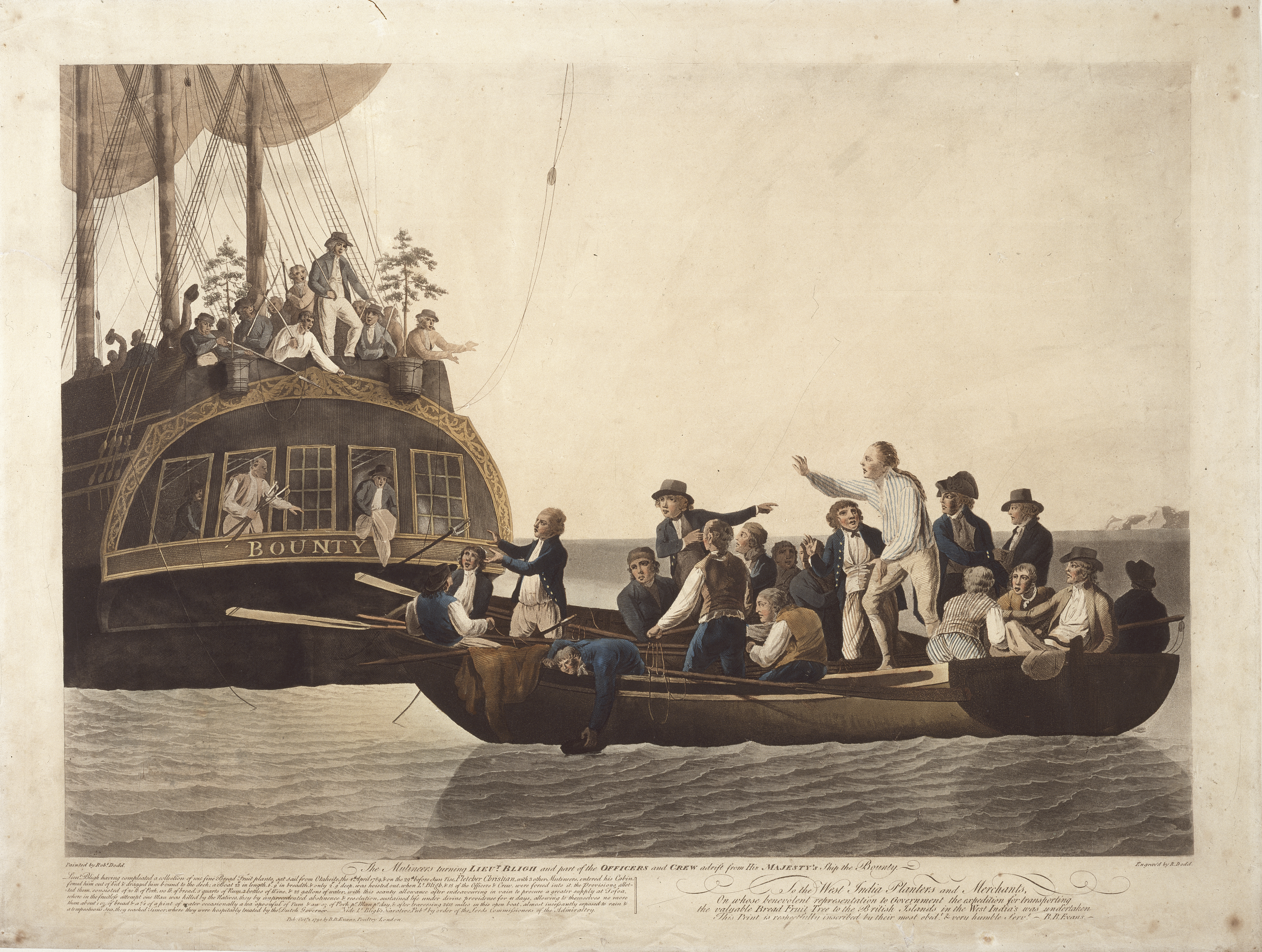
Myteriet på Bounty.

Disciplinen var hård. Spöstraff hörde till vanligheterna. En kapten kunde efter eget gottfinnande utdöma 12 piskrapp. Hårdare straff krävde dock krigsrätt. I reglementet fanns åtta förseelser som belades med dödsstraff, vilket kan jämföras med över 200 i Storbritanniens civila lagar vid den tiden. Våld var på ett annat sätt en accepterad del av livet vid denna tid. Det kan tilläggas att när ett större myteri bröt ut i kanalflottan vid Spithead 1797 och myteristernas klagomål framfördes fanns disciplinen inte med bland klagomålen. Studerar man ett av de allra mest kända myterierna, det på HMS Bounty, närmare finner man att det inte berodde på särskilt hård disciplin från befälhavaren William Bligh, utan snarare på slapp disciplin och ett i övrigt fyrkantigt ledarskap.
Den befälhavare som kom att spela den viktigaste rollen i detta krig var amiral George Rodney. Redan i januari 1780 hade han besegrat den spanska styrka som belägrade Gibraltar, tagit sex linjeskepp som byte och hävd blockaden av Gibraltar. Han revolutionerade då taktiken genom att anfalla från läsidan för att minska fiendens chans att fly och därmed tvinga fram ett mer avgörande slag. I april 1782 utkämpade han detta krigs viktigaste drabbning till sjöss vid Saintes i Västindien. Genom en förkrossande seger över den franska flottan under befäl av amiral De Grasse säkrar han sjöherraväldet åt Royal Navy, vilket bidrar till att Storbritannien undkommer med förhållandevis lindriga eftergifter i freden året därpå.
Under andra halvan av 1700-talet började ett allt närmare samarbete mellan flottan och vetenskapen växa fram. Flottans alltmer globala räckvidd gav forskare av alla slag goda möjligheter att flytta fram vetenskapens gränser, samtidigt som forskarna kunde hjälpa flottan att utvecklas, inte minst inom navigationens område. James Cook kom att bli en av de allra mest kända upptäckarna. Redan som underbefäl blev han en skicklig kartograf, och kartlade bland annat under brinnande krig St Lawrencefloden. När Kanada efter freden 1763 blev brittiskt fick han i uppdrag att kartlägga hela Kanadas kust. Under åren 1768-1776 företog han sig tre resor till Stilla havet, under vilka han kartlade stora områden, medförde olika forskare, testade en mycket precis kronometer för bruk på fartyg (H-4), vilken slutligen löste det uråldriga problemet med att exakt bestämma longitud. Cook dödades 1776 på Hawaii under sin tredje resa.

### Storbritannien - Revolutions- och Napoleonkrigen 1783-1815

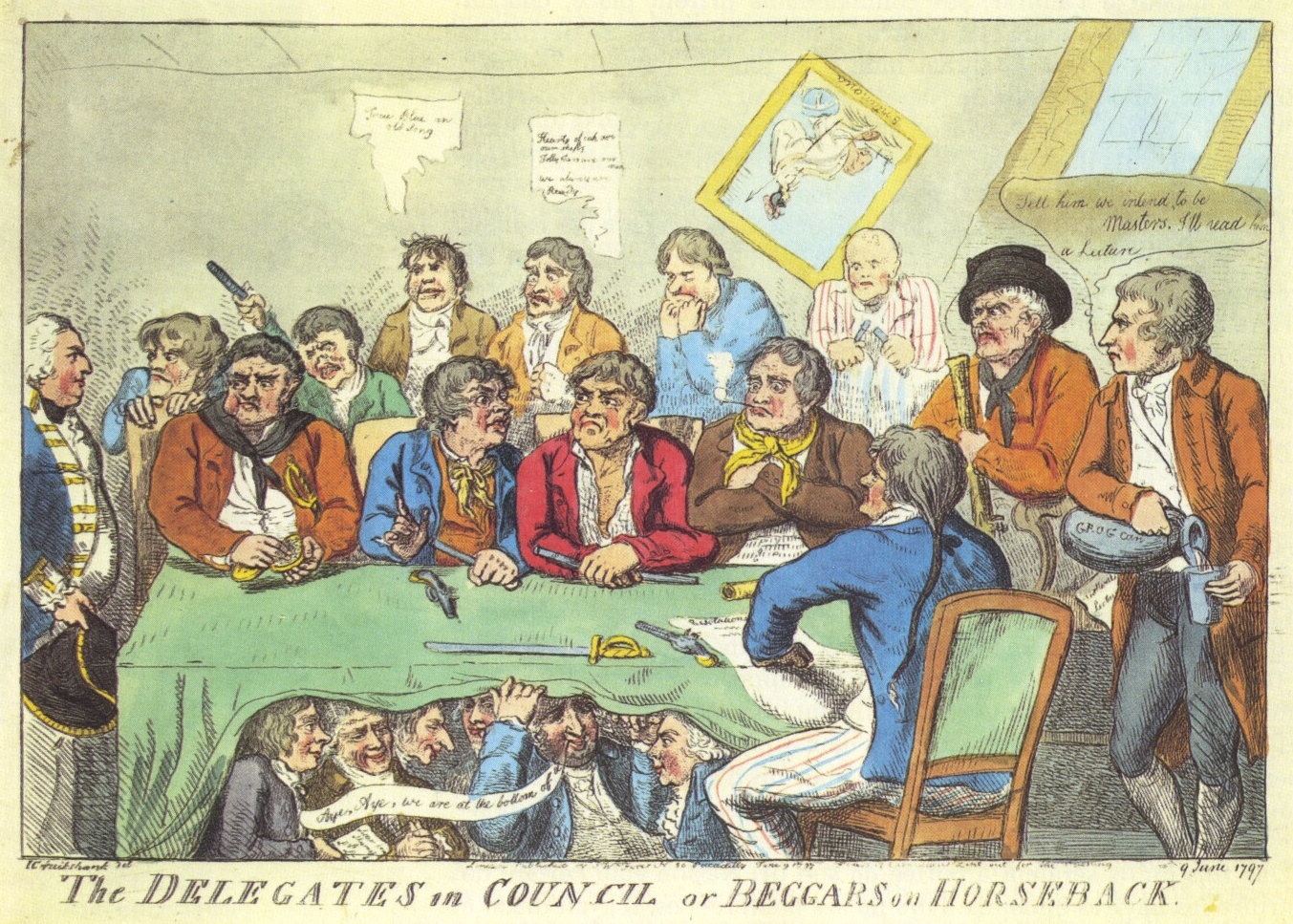
Ledarna för 1797 års myterier i Royal Navy

Den franska revolutionen bröt ut 1789. Tre år senare hade radikala krafter tagit kontrollen över Englands ärkerival och infört terrorvälde. I början på 1793 lät den franska regimen avrätta sin avsatte kung, skickade sin armé över gränserna och förklarade krig mot Storbritannien. Detta skulle bli ett tidigt exempel på totalt krig.
Precis som vid tidigare krig mot Frankrike inledde Royal Navy blockad mot de franska hamnarna i syfte att hålla de franska flottorna åtskilda Inledningsvis kom man att möta en nedgången och demoraliserad fransk flotta. Revolutionen hade inneburit ett hårt slag mot den franska flottan. Dess officerskår, nästan enbart aristokrater, hade till stor del flytt utomlands. Ideologiskt motiverade reformer, såsom införande av politiska officerare på fartygen och avskaffandet av vissa "odemokratiska" befälsbefattningar - , skapade kaos i befälsordningen och fick disciplinen att kollapsa, och professionalismen likaså.
Terrorn i Frankrike fick många fransmän att vända sig mot regimen. En av de platser som skakades av uppror var Toulon, bas för franska medelhavsflottan. När upprorsmakarna tog kontroll över staden erbjöd sig den franske amiralen att överlämna hela sin flotta till britterna. Franska trupper, under befäl av artilleriofficeren Napoleon Bonaparte, slog dock ned upproret och tvingade britterna och dess allierade att utrymma Toulon, vars befolkning fick utstå blodiga repressalier. Av de franska fartygen fick britterna endast med sig tre, medan nio stacks i brand och förstördes. Den franska flottan i Brest drabbades av myteri och var ur bruk i ett halvår. Att bygga upp en ny flotta och träna dess besättningar skulle ta en lång tid. Redan nu etablerades det mönster som skulle gälla för hela kriget, fransmännen dominerade krigföringen på land, britterna till havs.
Det första större sjöslaget utkämpades den 1 juni 1794 (Glorious first of june). Även om slaget blev en taktisk seger för Royal Navy och befälhavaren amiral Howe, så misslyckades man med stridens syfte, att förhindra en konvoj med livsmedel från Amerika att nå det hungrande Frankrike.
Under de följande åren skulle situationen i Frankrike stabiliseras, genom att skräckväldet ersattes av direktoriet och därefter Napoleon. Koalitionen mot Frankrike föll samman 1795 och kvar stod endast Österrike som brittisk allierad, men även de besegrades av franska trupper i Tyskland och Italien. Nederländerna och Spanien blev nu franska allierade, vilket ytterligare tippade vågskålen mot britterna, vars existens nu skyddades endast av Royal Navy.
År 1796 genomförde fransmännen ett försök att landsätta trupper på Irland för att igångsätta ett uppror där. En enda brittisk fregatt, Indefatiguable under befäl av kapten Pellew lyckades tack vare den uppfinningsrikedom och aggressivitet som var så kännetecknade för brittiska marinbefälhavare störa den franska invasionsflottan så kraftigt att den skingrades och inte kunde återsamlas innan väderförhållandena gjorde att företaget måste avbrytas.
Styrkeförhållandena till havs hade dock definitivt övergått till Royal Navys nackdel. Mot 152 spanska och franska linjeskepp kunde man ställa endast 115. Detta medförde att man 1796 tvingades fatta beslutet att evakuera Medelhavet. Flottan ankrades istället utanför Lissabon med det fortsatta uppdraget att hålla fiendens flotta delad. I februari 1797 avseglade 27 spanska linjeskepp för att förena sig med fransmännen i Brest, bland dessa världens största örlogsfartyg Santissima Trinidad med 140 kanoner. För att hindra dem hade amiral Jervis 15 brittiska linjeskepp. Flottorna möttes vid Kap St Vincent.

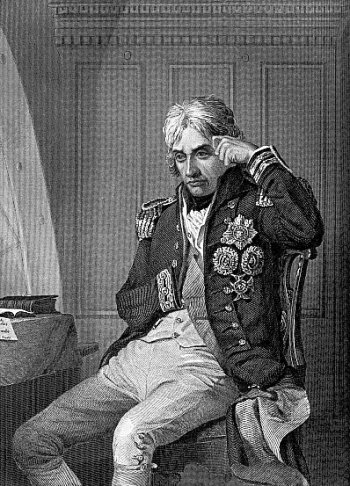
Lord Nelson

I slaget kom en brittisk kapten att utmärka sig. Han bröt mot givna order för att kunna genomföra en mer aggressiv taktik, vilket visade sig lyckat och lade grunden till en brittisk seger. Hans namn var Horatio Nelson, och han befordrades till konteramiral. Det brittiska bytet blev fyra spanska fartyg. Resterande tvingades återvända till Cadiz och därmed hade Royal Navy lyckats hålla fienden fortsatt splittrad.
År 1797 präglades i övrigt för Royal Navys del av myterier. Det som utbröt i kanalflottan vid Spithead i april 1797 kan bättre beskrivas som en strejk än myteri, då besättningarna vägrade gå till sjöss om inte ett antal villkor uppfylldes, däribland bättre betalt, bättre mat och frikostigare landpermissioner. Situationen löstes genom att flottan i huvudsak tillmötesgick kraven och gav myteristerna amnesti. Liknande protester skedde hos Medelhavsflottan, men de kvästes i sin linda när tre av initiativtagarna hängdes, och hos flottan i Nore som genom att blockera Themsen förlorade opinionens stöd. Myteriet slogs ned med järnhand och 29 personer hängdes.
Royal Navy gick stärkt ur myteriet genom att mycket av de källor till missnöje som fanns nu hade åtgärdats. I oktober 1797 kunde den brittiska flottan besegra den holländska i grunden vid Camperdown och därmed för resten av kriget räkna bort en viktig motståndare.
Istället för att riskera en direkt invasion av Storbritannien satsade nu Napoleon på ett mer indirekt hot mot det brittiska imperiet. Genom att invadera Egypten och använda detta som språngbräda mot Indien skulle britterna tvingas på knä. I maj 1798 avseglade en fransk flotta med Napoleon ombord med destination Egypten. På vägen intogs Malta. Efter sig hade Napoleon en brittisk flotta under Nelson, som försökte gissa sig till den franske generalens avsikter och genskjuta honom. Detta misslyckades dock och i början på juli kunde Napoleon landsätta sina trupper och besegra de egyptiska Mamelukerna och ta kontroll över Egypten.

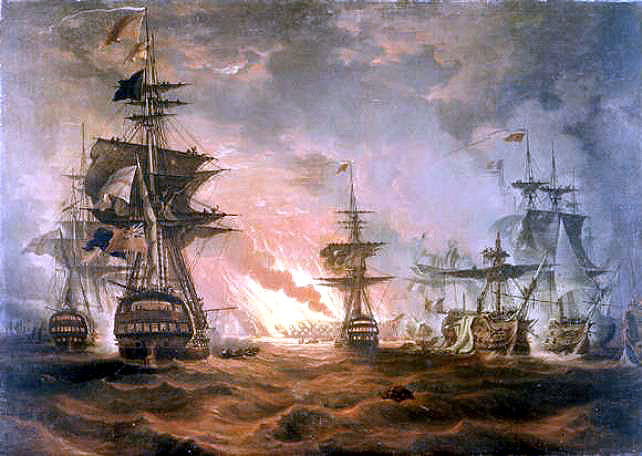
Sjöslaget vid Nilen

När Nelson den 1 augusti anlände till Abukir utanför Alexandria fann han att han kommit för sent och att vid den ankrade franska flottan låg tomma transportfartyg. Nelson såg dock sin chans att utdela ett hårt slag mot den franska flottan. Om britterna kunde segla upp tätt inpå de franska fartygen kunde de utnyttja sin överlägsenhet i artilleri för att nå ett avgörande, samtidigt som fransmännen avstängdes från möjligheten att fly. Slaget vid Nilen blev en förkrossande seger för britterna. Av 13 franska linjeskepp sänktes eller erövrades 11, utan att britterna förlorade ett enda fartyg. Därmed sattes punkt för Napoleons Egyptiska äventyr i och med att armén blev avskuren i Egypten. England fick samtidigt en nationalhjälte. Slaget öppnade för brittisk erövring av Malta och Minorca, och en återigen dominerande position för Royal Navy i Medelhavet.
Nelson är utan tvekan historiens mest kände sjöbefälhavare. Samtidigt är det ett bevis på Royal Navys styrka att han var långt ifrån unik. Han förkroppsligade mycket av de ideal som under det gångna seklet vuxit fram i den brittiska flottan, men som också stod att finna hos många andra, vilket också visade sig när han stupade 1805, och flottan kunde kämpa vidare mäktigare än någonsin. Kring sig samlade han ett antal kaptener, hans "band of brothers", som väl förstod hans strategiska tänkande och inför varje drabbning diskuterade den kommande taktiken med sin befälhavare, inte bara för att förstå vad som skulle göras, utan även varför, vilket underlättade självständiga initiativ i chefens anda.
Under 1800-talet riktades Royal Navys blickar mot Östersjön. Detta område, främst Sverige och Ryssland levererade en rad produkter av betydelse för Royal Navy; järn, hampa till rep, och timmer till master. Samtidigt drevs områdets länder av Royal Navys aggressiva uppträdande mot neutral sjöfart att sluta sig samman i ett väpnat neutralitetsförbund riktad mot britterna. Ryssland och Sverige deltog i förbundet och Danmark övervägde att ansluta sig. Denna utveckling fann britterna oroande.

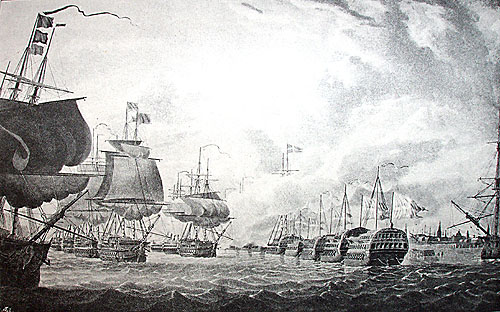
Slaget vid Köpenhamn

Nelson fann en dramatisk lösning på problemet. Ett ultimatum skickades till Danmark om att inte ansluta sig till neutralitetsförbundet, och när detta avvisades seglade amiral Sir Hyde Parker i april 1801 in med sin flotta till Köpenhamn och sköt den danska flottan i spillror. Detta blev slutet för neutralitetsförbundet och säkrade brittiska flottans tillgång till Östersjön och dess produkter. På kontinenten gick det däremot sämre för Storbritannien. Även den nya koalition man lyckats samla föll samman, och i oktober 1802 fann även Storbritannien för gott att sluta fred med Napoleon, en fred som båda parter från början insåg endast var en tillfällig vapenvila.
Kriget hade lett till en stor expansion av Royal Navy. År 1800 bestod flottan av 729 fartyg, varav 164 linjefartyg och 132 fregatter. Dessa byggdes och underhölls på de kungliga skeppsvarven, som nu var hårt belastade. Under ledning av Samuel Bentham, bror till filosofen Jeremy Bentham och med erfarenhet av bland annat skeppsbygge hos furst Potemkin i Ryssland, reformerades verksamheten på de kungliga varven. Ångdrift och effektiviserade rutiner gjorde varven till de första fabrikerna för massproduktion. Han understöddes av den energiske förste sjölorden, amiral Jervis, Earl St Vincent.
I maj 1803 återupptog Napoleon kriget mot Storbritannien. En armé på 114 000 man samlades i Bouluogne för att med 1 400 fartyg transporteras över kanalen och invadera Storbritannien. Det som fattades var att samla den franska flottan för att eskortera invasionsarmadan. Nyckeln till hela operationen låg som så många gånger tidigare hos flottan i Toulon, och dess förmåga att förena sig med franska Atlantflottan, respektive Royal Navys förmåga att förhindra detta.

Lord Nelsons berömda signal vid slaget vid Trafalgar. Den lyder "England expects that every man will do his duty" skrivet med Pophams "Telegraphic Signals of Marine Vocabulary".

Nelson förde nu befäl över Medelhavsflottan. Tack vare ett nytt flaggsignalsystem, vilket möjliggjorde tvåvägskommunikation mellan fartyg, kunde huvuddelen av flottan placeras ute till havs, medan en kedja av fregatter utförde spaning och signalering till huvudflottan. På detta sätt blockerade Nelson Toulon under 1804-05.
Den franska flottan under befäl av amiral Villeneuve gjorde ett första utbrytningsförsök i januari 1805. Inledningsvis verkade företaget lyckas då Nelson gissade fel om fransmannens avsikter och lät sig luras österut, medan den franska flottan gick västerut mot Gibraltar och Atlanten. I detta läge svek dock Villeneuves nerver och han återvände till Toulon.
I mars gjordes ett nytt försök. Även denna gång misstog sig Nelson och nu kunde Villeneuve passera ut i Atlanten. Därefter fortsatte han mot Västindien där han skulle förena sig med en annan fransk flotta som lyckats bryta sig ur blockaden av Atlanthamnarna, något som aldrig skedde då denna flotta redan återvänt till Europa. Nelson förföljde Villeneuve över Atlanten till Västindien och sedan tillbaka igen. I juli 1805 nådde Villeneuve El Ferrol i Spanien och kunde då välja mellan att bege sig norrut mot den franska huvudflottan, eller att retirera söderut mot hemmahamnen via den allierade spanska flottans huvudbas i Cadiz. Den pessimistiska Villeneuve valde det senare. De brittiska fartyg som blockerade hamnen i Cadiz släppte villigt in honom där, varefter den brittiska blockadstyrkan gradvis byggdes ut och fällan slog igen. När Nelson anlände med sina fartyg i september 1805 steg blockadstyrkan till 27 linjefartyg.

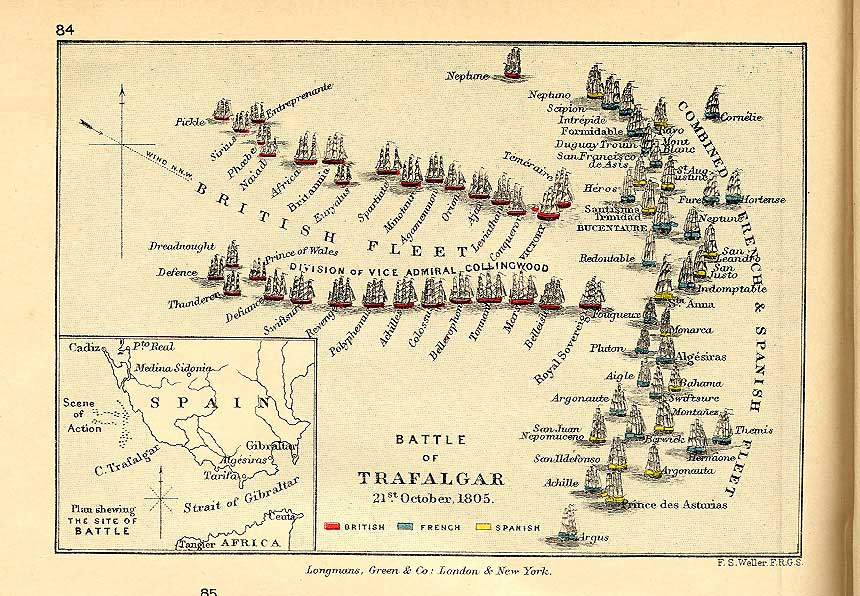
Karta över fartygens positionering inför slaget vid Trafalgar.

I oktober gjorde så den samlade spansk-franska flottan, totalt 33 linjefartyg, sitt utbrytningsförsök. Slaget vid Trafalgar blev avgörande både för att britterna vann en stor seger, fienden förlorade hela 18 linjefartyg, och för att det markerade det sista franska försöket att på allvar utmana det brittiska sjöherraväldet i kriget. Redan innan slaget utkämpades hade Napoleon avskrivit planerna på en invasion av Storbritannien, och skickat sina arméer för att hantera det hot som seglat upp på kontinenten i form av Österrike och Ryssland. Även om Frankrike skulle återuppbygga sin flotta efter Trafalgar, så hade fokus definitivt flyttats till kontinenten.
Slaget vid Trafalgar blev Nelsons sista. Han stupade i slagets slutskede, vilket utlöste landssorg i Storbritannien. Många andra kompetenta befälhavare stod dock beredda att axla hans mantel. Namn som Troubrigde, Ball, Suamarez, Collingwood, Pellew och Cochrane kom att göra sig kända i den fortsatta krigföringen till havs. Den sistnämnde har utgjort förebild för litterära sjöhjältar som Jack Aubrey och Horatio Hornblower.
Det franska kaparkriget ledde inte till några större framgångar. Brittiska konvojer skyddade en snabbt växande global handel med Storbritannien som nav. Samtidigt ströps den franska handeln till havs av Royal Navy, och Frankrikes kolonier besattes gradvis av britterna. Napoleons motdrag blev Kontinentalsystemet, vilket infördes 1806 och innebar att all handel mellan den av Frankrike kontrollerade kontinenten och Storbritannien förbjöds i en slags omvänd blockad syftande till att kväva den brittiska ekonomin. Britterna svarade med att stoppa all Europeisk handel på haven. Endast på brittiska fartyg skulle Europas länder tillåtas importera varor.
Den 7 maj 1808 kom en eskader på 62 fartyg till Göteborgs skärgård och ankrade vid Vinga sand. Chef för eskadern var amiral Sir James Saumarez, som hade till uppgift att demonstrera britternas åtagande, på begäran av Gustav IV Adolf. Flaggskeppet var det berömda HMS Victory med 112 kanoner. Redan efter nio dagar anslöt en transportflotta på 180 fartyg, vilka ankrade på Rivöfjorden i Göteborgs inlopp. Ombord på transportflottan fanns 10 000 man med hästar och kanoner.
Detta innebar att Royal Navy fick den dubbla uppgiften att blockera Europas hamnar och att slå hål på den franska blockaden så att den brittiska handeln på kontinenten kunde fortsätta. I ett senare skede kom också en viktig uppgift bli att landsätta, underhålla och vid behov evakuera brittiska trupper på Iberiska halvön och efter 1812 förse de ryska allierade med underhåll.
Kontinentalsystemet blev ett stort misslyckande. Storbritanniens ekonomi blomstrade detta till trots, medan Europa försjönk i fattigdom, vilket vände folkens vrede mot Napoleons Frankrike. Upprätthållandet av kontinentalsystemet drev Napoleon att invadera den iberiska halvön 1808, och bryta med och invadera det forna allierade Ryssland 1812, två fälttåg som kom att bli misslyckanden, och i slutändan bädda för Napoleons nederlag i kriget.
Det brittiska blockadsystemet orsakade dock irritation i USA, och ledde fram till en amerikansk krigsförklaring 1812. Trots sitt massiva engagemang i Europa fann Royal Navy inga svårigheter att försätta även USA:s kust i blockad, och att understödja den brittiska arméns operationer. Nordamerika blev aldrig någon central krigsskådeplats och fred slöts 1814.

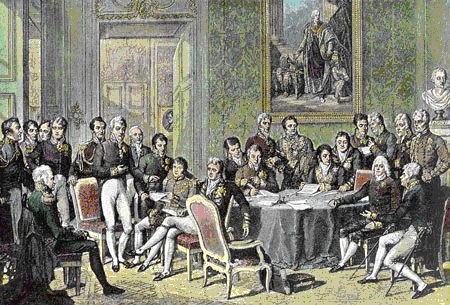
Wienkongressen, målning av Jean-Baptiste Isabey, 1819.

Napoleonkrigen avslutades med Wienkongressen 1815. Istället för en hård och förödmjukande fred drev britterna genom en fred som skulle bygga på maktbalans och säkerhet för alla parter, samtidigt som Royal Navy kom att utgöra en garant för upprätthållandet av ett nu verkligen globalt handelssystem till sjöss. Den era som kom att kallas Pax Britannica tog sin början.

### Pax Britannica 1815-1914
Denna tid kännetecknas av en kraftig teknisk utveckling. På hundra år övergavs segelfartygen i trä till förmån för ångdrivna fartyg i stål. De första decennierna efter Napoleonkrigens slut såg dock ingen större utveckling. Istället präglades Royal Navy av en omfattande nedmontering. På bara två år, till 1817, sjönk antalet linjeskepp från 90 till 13, och flottans manskap från 140 000 till 19 000. Sjömännen hittade oftast anställning i den växande handelsflottan. För officerarna var läget värre. Redan 1813 var hälften utan uppdrag. 1817 var andelen 90%. Befordringsgången blev i denna krympta flotta oerhört långsam, och beroende av goda kontakter. Medelåldern och kvaliteten på officerskadern sjönk därför.
Ett nytt system för befordring behövdes uppenbart. Genom en serie reformer med start 1847 fick man detta. Genom att pensionera överflödiga kaptener och amiraler med halv lön fick man ner numerären. 1865 hade andelen kaptener utan uppdrag sjunkit till 55%, och för löjtnanterna till 20%. Även antagningen reformerades. Kaptener kunden nu inte längre ta med vänner och släktingar i besättningen. Från 1843 krävdes en formell examen för att tilldelas den lägsta officersgraden, Midshipman. Sedan 1830 hade man i HMS Excellent, ett skolfartyg ankrat i Portsmouth, en institution för mer formell utbildning av artilleriofficerare. På schemat stod bland annat matematik, ballistik, mekanik och filosofi. År 1873 öppnade Royal Naval College i Greenwich där officersaspiranter som efter fem års tjänst godkänts fick studera till underlöjtnant.
Storbritannien hade genom Wienkongressen tagit på sig en ny roll som garant för friheten på haven, för en ny global världsordning baserad på handel, men Storbritannien värnade också principen om nationellt självbestämmande och individens frihet. Detta innebar nya uppgifter för Royal Navy. Ett av dem var att bekämpa pirater, ett annat kampen mot slavhandeln. Främst i Västafrika stationerade Royal Navy fartyg för att ingripa mot slavhandeln. Inledningsvis skedde kampen i motvind. Flottan bakbands av strikta regler. Endast fartyg med slavar ombord fick bordas, vilket fick till följd att slavhandlarna helt enkelt slängde sin last överbord om de hotades av inspektion. USA vägrade också låta sina fartyg undersökas, vilket snart fick alla slavhandlare att inhandla en amerikansk flagga. Mellan 1810 och 1846 befriades ca 116 000 slavar, men under samma tid nådde nästan en miljon sin destination, Amerikas slavmarknader, och trots ökade insatser ökade flödet årligen.
Vändningen skulle dock komma på 1840-talet. Nya riktlinjer gjorde det lättare för flottan att borda fartyg. Nu räckte det med att ett fartyg var utrustat för slavtransporter för att det skulle få tas i beslag. 1849 skickade britterna en flotta till Brasilien för att tvinga dem att följa sitt eget förbud mot slaveri, ett av de tidigaste tillämpningarna av kanonbåtsdiplomati. Nordsidans seger i Nordamerikanska inbördeskriget blev det slutgiltiga dråpslaget för slavhandeln. Amerikas sista slavmarknad, den i Havanna, stängde 1869. Vid den tidpunkten hade Royal Navy börjat slå igen slavhandeln även i Östafrika, och ockuperat Lagos som ett led i bekämpningen av slavhandeln. Detta kom att bli det första steget i Afrikas kolonisering.
Royal Navy kom också att bli involverat i en rad nationella befrielsekrig. När Chile 1817, och därefter en rad andra länder i Latinamerika reste sig mot sina spanska herrar hade ofta brittiska marinofficerare en nyckelroll i upprorsstyrkorna. Storbritannien var angelägna om att förhindra ett spanskt återtagande av kolonierna, och sökte i detta syfte samarbete med USA. I slutändan kom USA att agera på egen hand genom utfärdandet av Monroedoktrinen, vars efterlevnad dock i praktiken kunde säkras endast av Royal Navy. Även i det grekiska självständighetskriget på 1820-talet hade Royal Navy en nyckelroll. Vid Navarino Bay besegrade en brittisk flotta under amiral Codrington (en av Nelsons fregattkaptener) en turkisk flotta, och sänkte 60 turkiska fartyg.

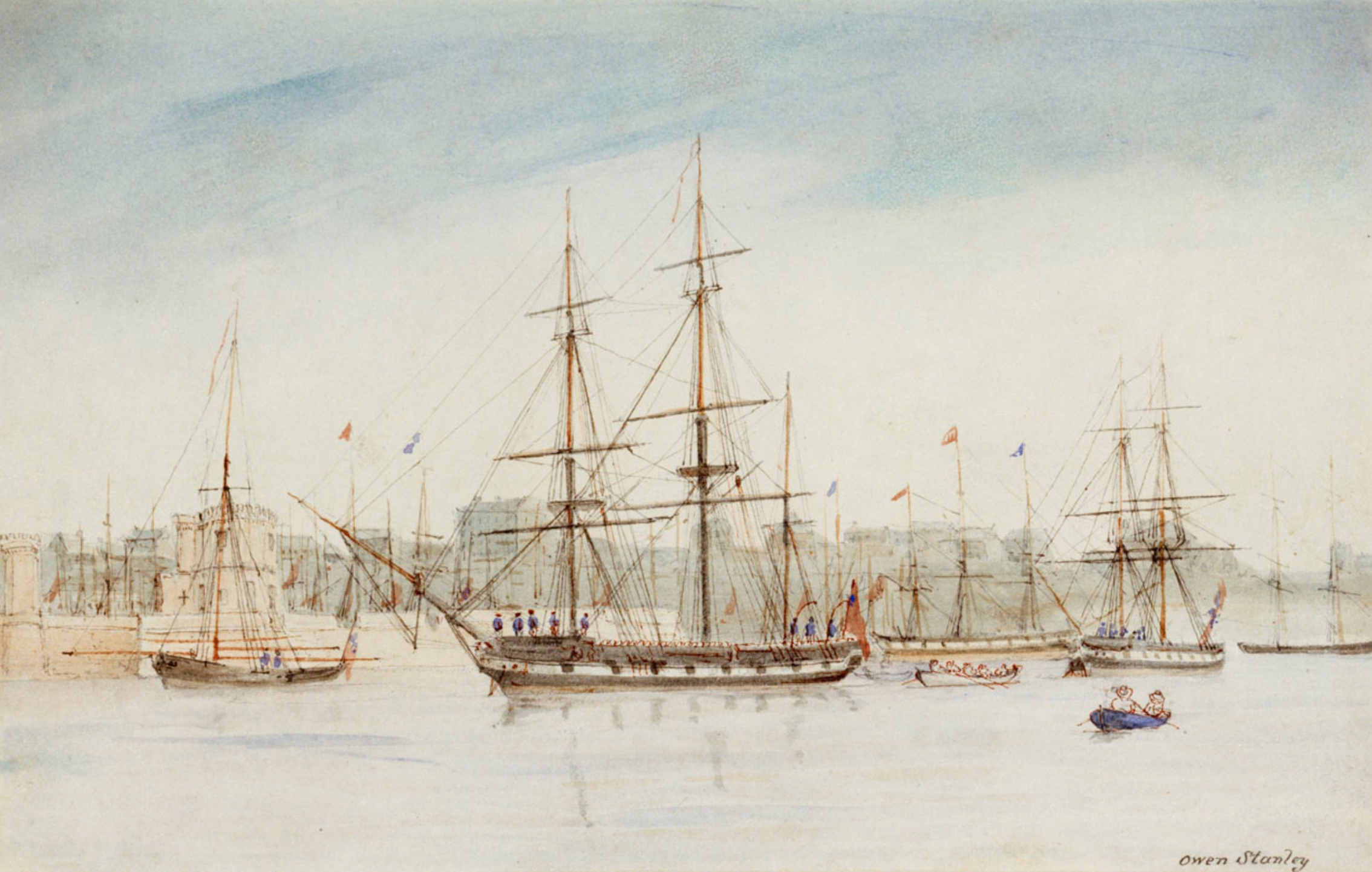
HMS Beagle (i mitten). Målning från 1841 av Owen Stanley.

Royal Navys täta kontakter med naturvetenskapen utvecklades och nådde nya höjder under 1800-talet. Det var John Barrow vid amiralitetet som till stor del låg bakom denna utveckling. Främst ägnade sig flottan åt en allt mer detaljerad kartläggning av världshaven. Nytt var att resultaten, i form av sjökort, förteckningar av fyrar och tidvattentabeller nu gjordes tillgängliga för allmänheten, inte som förr hårt bevakade militära hemligheter. Bland de officerare som gjorde sig kända i detta arbete fanns amiral Francis Beaufort som fått namnge en skala för vindstyrka. Den mest kända av dessa expeditioner var den som HMS Beagle utförde 1831-36. Med ombord fanns som ofta på dessa resor en vetenskapsman, i detta fall Charles Darwin som under sin resa utarbetade sin evolutionsteori.
De största konkurrenterna till Royal Navy var flottorna i Frankrike, Tyskland samt USA. Det var i dessa länder det största incitamentet för att driva på den tekniska utvecklingen fanns. Även i sitt bantade tillstånd dominerade Royal Navy världshaven, och hade därför inget intresse av att driva på en utveckling som kunde radikalt ändra styrkeförhållandena och göra flottans alla fartyg omoderna. Hotet att andra nationers flottor, främst den franska, skulle dra ifrån teknologiskt, fick dock Royal Navy att till sist ge sig in i den teknologiska kapprustningen. 1830 införde man explosiva granater. Kanonernas eldrör blev också längre, och därmed räckvidden. Fartygsartilleriet kunde nu skjuta upp till 1 000 meter.
Ångdriften var det som kanske var svårast för Royal Navy att ta till sig. Förutom att det bland sjöofficerarna fanns en stark känslomässig koppling till seglen, och en motsvarande aversion mot de smutsiga ångmaskinerna, så fanns det även rent tekniska problem, särskilt innan propellern togs i drift. Krimkriget kom dock att visa att de nya teknologierna kommit för att stanna och utvecklingen tog fart.
1860 sjösattes Warrior, som världens första krigsfartyg med helt metallskrov, karaktäristiskt nog som ett svar på det pansarbeklädda franska fartyget Gloire som sjösatts året innan. Warrior ansågs vara världens främsta vid sjösättningen. Med sina 9 200 ton, 5 200 hästkrafter, en fart på 14,5 knop och en bestyckning på 40 stycken 68pdr, och 4 stycken 110pdr kanoner gjorde hon i ett slag alla tidigare slagskepp omoderna. Hon hade dock både ångdrift och segel. 1861 skrev en officer i Royal Navy, Cowper Coles, till Amiralitetet och hävdade att han kunde bygga ett skepp som var billigare att bygga, krävde mindre besättning och lyckas att besegra Warrior. Hemligheten var kanontornet. 1864 sjösattes Prince Albert, vilket inte riktigt klarade av att vara bättre än Warrior. Coles byggde 1869 fartyget Captain. Fartyget förliste i en storm 1870 i Biscayabukten, där Coles dog.
Under de följande decennierna fortsatte experimenterandet med olika fartygsbyggen. Storbritanniens industriella styrka gjorde att Royal Navy snabbt kunde dra fördel av ny teknologi och bygga nya fartyg snabbare och i större mängd än konkurrenterna. 1865 hade Royal Navy 30 järnbeklädda fartyg mot Frankrikes 18. Framförallt på artilleriets område gick utvecklingen snabbt, vilket drev på utvecklingen mot allt tyngre bepansrade fartyg. Nya fartyg blev omoderna på bara några år. Detta var den första moderna teknologiska kapprustningen. Kanoner arrangerade för bredsida ersattes av centralbatterier med ett fåtal tyngre artilleripjäser. Till sist övergavs masterna och seglet, och fartygen fick helt förlita sig på sina ångmaskiner. Fördelarna var att fartygen blev sjövärdigare när tyngdpunkten sjönk och att de nya kanontornen fick fri svängradie.
Det var inte bara fartygen som förändrades. Även besättningen och livet på fartygen genomgick en omvandling. Det var inte längre politiskt möjligt att tvångsrekrytera sjömän. Istället värvades frivilliga med hjälp av bättre betalning, pension efter 20 års tjänst och bättre förhållanden ombord. Konserverad mat förbättrade kosten radikalt. Öl- och romransonerna skars gradvis ned till förmån för te och choklad, vilket gjorde fylleri till sjöss mycket ovanligt. Spöstraff och andra kroppsliga bestraffningar blev med frivilliga allt mindre nödvändiga för upprätthållande av disciplinen och inställdes formellt 1879. Ett led i sjömännens professionalisering var en standardiserad utbildning och den uniform som de från 1857 började bära. 
Det var slagskeppen, för det mesta inaktiva i brittiska farvatten eller i Medelhavet, som med sin blotta existens utövade en avskräckande effekt på Storbritanniens rivaler, och hotet om att möta Royal Navys samlade slagstyrka som gjorde att brittiska örlogsfartyg världen runt behandlades med en respekt som vida översteg dess faktiska styrka. Den verkliga arbetshästen när världskartan under andra hälften av 1800-talet gradvis färgades i imperierött var kanonbåten, en oansenlig farkost med ett deplacement på ett par hundra ton, 30-40 mans besättning och bestyckad med ett fåtal kanoner. Bara under åren 1855-56 byggdes över 200 sådana båtar för Royal Navy. Dess största fördel, vid sidan av ett överkomligt pris, var dess förmåga att operera i grunda vatten och längs floder. De kunde användas till allt från att rädda missionärer i nöd och bekämpa slavhandlare, till att öppna motsträviga marknader för brittiska handelsintressen.
1889 tröttnade Amiralitetet på experimentlustan och beslutade om ett standardiseringsprogram av Royal Navy. Man byggde en helt ny flotta som bestod av 70 stora fartyg. Samtidigt antogs en politik (Two Power Standard), som innebar att Royal Navy skulle vara den största flottan i världen. Storleken skulle vara större än tvåan och trean tillsammans. Samtidigt hade nya starka industrinationer som USA, Tyskland och Japan, delvis under inflytande av idéer från den amerikanske marinhistorikern Alfred Thayer Mahan, antagit egna ambitiösa utbyggnadsprogram för sina flottor. Detta lade grunden till den dittills största kapprustningen i historien. 
Den ledande kraften i Royal Navys utveckling under de viktiga åren 1902-1910 var Amiral John Arbuthnot Fisher. Hans bakgrund i flottan var som artilleriexpert, och under hans ledning fortsatte den teknologiska utvecklingen på detta område, och framförallt drillades besättningarna att träffa mål på allt längre avstånd. Under 1800-talet sista år sköt man fortfarande sällan över 1500m, en bråkdel av kanonernas prestanda, och bara på stillastående mål. 1908 kunde Royal Navys slagskepp i rörelse träffa rörliga mål på upp till 9000 meter. Med hjälp av optiska riktmedel och central eldledning skulle eldkraften ytterligare förbättras åren innan första världskriget. Dessa förbättringar i prestanda och skjutskicklighet gjorde att det blev allt viktigare för ett slagskepp att ha överlägsenhet i tungt artilleri.
Ett nytt vapen i flottans arsenal var Torpeden. Med hjälp av dessa självgående projektiler kunde även mycket små fartyg hota de största slagskeppen. I kombination med ubåten blev torpeden ett dödligt hot mot de fortfarande ganska långsamma slagskeppen. Ett brittiskt ubåtsvapen stod högt på Fishers önskelista och snart hade Storbritannien tagit ledningen på detta område. En annan följd av denna utveckling var att slagskeppen nu behövde betydligt högre hastighet för att kunna köra ifrån ubåtarna.

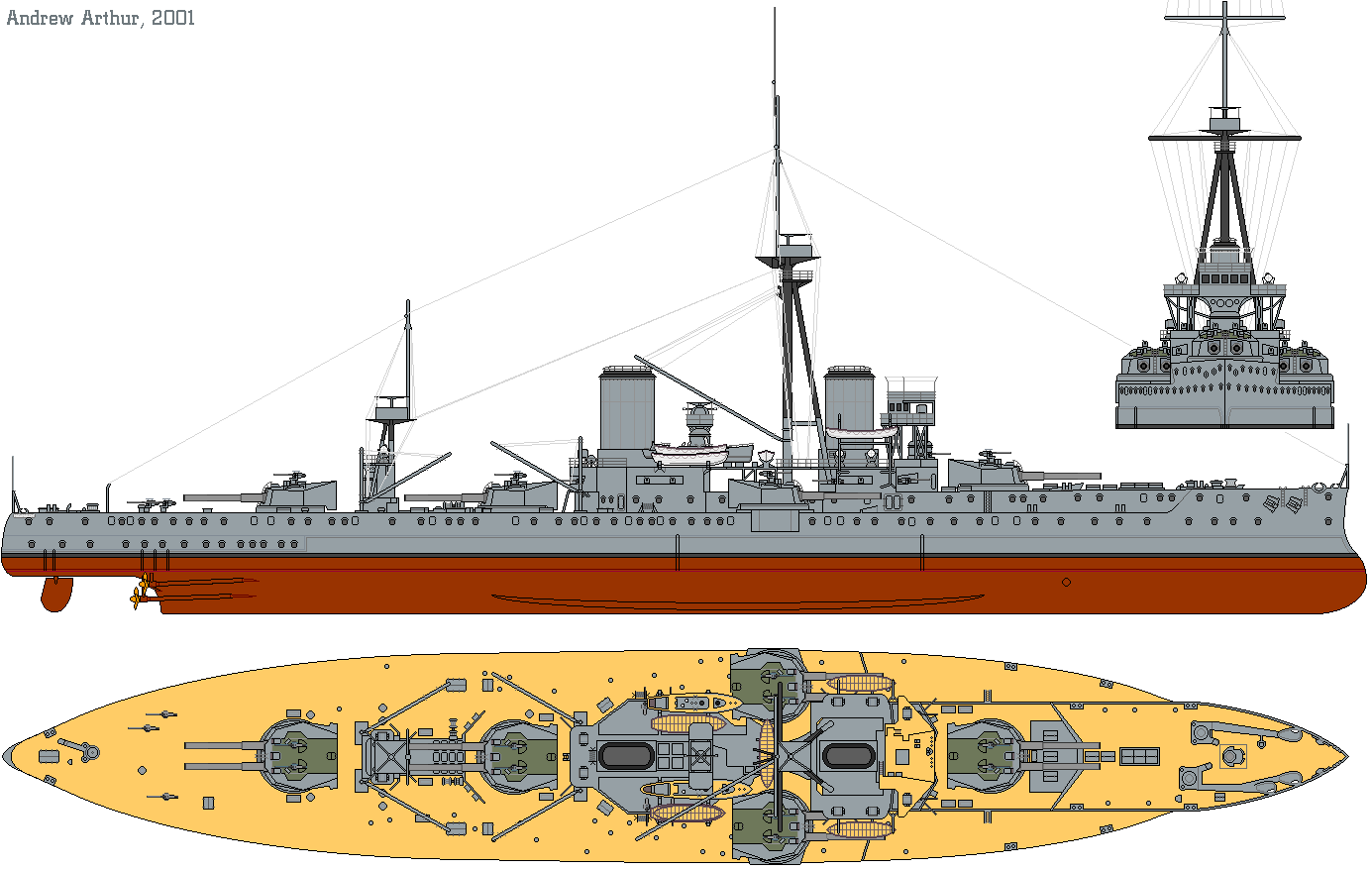
1911.

1906 sjösattes HMS Dreadnought (1906), det första moderna krigsfartyget. Det kombinerade hög fart, 21 knop, med överlägsen eldkraft, 10 stycken 12 tums kanoner. Detta skepp gjorde i ett slag alla andra fartyg omoderna. Tiden som världens modernaste krigsfartyg blev kort. Redan 1908 kom "super-dreadnoughts" såsom HMS Iron Duke, som sjösattes 1912.
I och med att den tyska marina rustningen tog fart 1898 kom Royal Navys fokus att gradvis koncentreras till Nordsjön och det tyska hotet. Storbritannien saknade nu kapacitet att både tävla med tyskarna och samtidigt upprätthålla sina globala åtaganden. Det senare krävde allierade. En viktig allierad blev Japan, vars flotta byggts upp med den brittiska som förebild. Alliansen med Japan gjorde att Royal Navy kunde minska sin närvaro i Stilla Havet. På samma sätt övertog Frankrike en del av britternas ansvar i Medelhavet. Även Kanada och Australien förväntades bidra mer till imperiets försvar. Tvåmaktsstandarden fick nu överges och ersattes av målet att ha ett övertag mot Tyskland på 60%.
Decenniet innan första världskrigets utbrott kännetecknades av en brittisk-tysk marin kapprustning. Stämningen under perioden kan fångas i följande kommentar från Fishers efterträdare som förste sjölord, Winston Churchill: "Amiralitetet begjorde sex fartyg, ekonomerna erbjöd fyra, och till slut kompromissade vi på åtta". Den nya prioriteringen märktes också i byggandet av två nya marinbaser i Nordsjön, i Rosyth och i Scapa Flow. När kriget bröt ut 1914 hade Home Fleet 22 Dreadnoughts, 14 slagkryssare, 22 äldre slagskepp och 160 kryssare och jagare, fortfarande ett betryggande övertyg mot den tyska högsjöflottan.

## Världskrigen och mellankrigstiden 1914-1945

### Första världskriget
När det första världskriget bröt ut i augusti 1914 ställdes Royal Navy inför ungefär samma uppgifter som 100 år tidigare mot Napoleon, att hålla de egna sjöförbindelserna öppna och att upprätthålla en blockad mot fienden. Som tidigare skulle den egna slagflottan ligga i beredskap att möta fiendens samlade slagstyrka om denna skulle våga sig ut på haven. Sjökriget skulle dock inte börja särskilt bra för Royal Navy. I Medelhavet bedrev man jakt på den tyska slagkryssaren Goeben, som dock undkom till Turkiet, vilket fick avgörande betydelse för Turkiets inträde i kriget på tysk sida. I september 1914 sänkte en tysk ubåt tre brittiska kryssare på blockadtjänst, i oktober gick slagskeppet Audacious på en mina och sjönk, och i november sänktes fyra brittiska kryssare av en tysk kryssareskader utanför Chile. De tyska kryssarna skulle dock snart möta sitt öde i sjöslaget vid Falklandsöarna, vilket blev en klar brittisk seger. Den misslyckade allierade invasionen av Gallipoli 1915 medförde också en del förluster för Royal Navy.
Under hela kriget kunde britterna obehindrat läsa de tyska marina chiffren. Denna verksamhet bedrevs från Room 40 i det brittiska amiralitetet. Tyvärr hade amiralitetets operativa ledning inte något större förtroende för informationen från Room 40, vilket gjorde att det inte fick den betydelse det kunnat få. 
I slaget vid Jylland 1916, möttes Royal Navy och den tyska nordsjöflottan i ett mycket våldsamt sjöslag. Slaget får betraktas som en brittisk seger på det hela taget eftersom tyskarna misslyckades med att bryta den brittiska dominansen till havs, men visade på stora svagheter i den brittiska taktiken och skeppsutrustningen, och materiellt var de brittiska förlusterna klart större än de tyska. Det var enda gången de båda huvudflottorna skulle mötas under kriget. De stora kanonbestyckade örlogsfartygens tid var redan förbi. Sjökriget 1914-18 kom istället att avgöras av ubåtarna och de lätta fartyg som utrustades för att bekämpa dessa.
Vid krigsutbrottet hade Tyskland endast omkring 20 ubåtar, men dessa användes flitigt både som ett reellt hot mot den brittiska örlogsflottan, men framförallt för att angripa handelssjöfarten. Under februari till augusti 1915 förde Tyskland oinskränkt ubåtskrig i farvattnen runt de brittiska öarna. Under denna period sänktes passagerarfartyget RMS Lusitania vilket gav upphov till stor vrede i USA då många amerikanska civila miste livet. Det var av rädsla för att USA skulle dras in i kriget som det oinskränkta ubåtskriget upphörde efter detta. Där hade Royal Navy tur med tanke på att man inte funnit något sätt att komma till rätta med ubåtshotet, och med tanke på att det var först vid denna tidpunkt som den tyska ubåtsflottan började komma upp i numerär.
Under Napoleonkrigen hade konvojer spelat en central roll i den brittiska strategin för att möta det franska kaparkriget. Dessa lärdomar var dock som bortblåsta när Royal Navy skulle möta den tyska motsvarigheten till kaparkrig, ubåtskriget. Resultatet blev att de brittiska handelsfartygsförlusterna gradvis steg i takt med att fler tyska ubåtar kom i tjänst, och att knappt några tyska ubåtar sänktes. Under andra halvan av 1916 förlorade tyskarna endast 15 ubåtar, de flesta till följd av olyckor. I februari 1917 införde tyskarna åter oinskränkt ubåtskrig, och i mars steg de brittiska förlusterna till 600 000 ton, den magiska gräns som tyskarna bedömde skulle behövas på sikt för att knäcka Storbritanniens försörjning. Den följande månaden steg förlusterna till 900 000 ton.

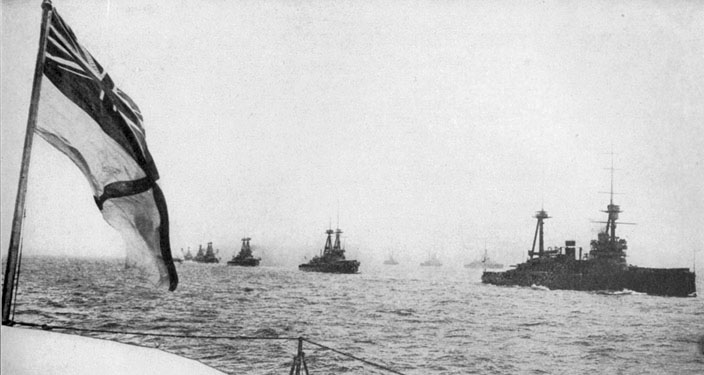
Royal Navys Grand Fleet under första världskriget.

Vändningen skulle dock komma i maj 1917. Då införde amiralitetet efter långdraget motstånd konvojer. Genom att handelsfartygen samlades i konvojer blev det oerhört svårt för de tyska ubåtarna att finna sitt byte då huvuddelen av Atlanten tömdes på fartyg. Dessutom bevakades konvojerna av jagare och andra mindre ubåtsjaktfartyg, så när ubåtarna väl fann sitt byte mötte de motstånd, och ubåtsförlusterna började stiga och snart förlorade Tyskland ubåtar snabbare än man kunde bygga. I november 1917 var handelsfartygsförlusterna åter under 300 000 ton. 
I april 1917 hade USA inträtt i kriget på Storbritanniens sida. Inledningsvis kunde den amerikanska flottan inte bidra med så mycket då man inte hade särskilt mycket fartyg för ubåtsjakt, men snart tog nybyggnationen fart, vilket bidrog till att konvojerna kunde förses med tillräcklig och gradvis allt kraftigare eskort.
Under tiden tog den allierade blockaden av Tyskland ett allt hårdare stryptag om den tyska ekonomin. Redan 1916 började blockaden bli kännbar för Tysklands civilbefolkning och när tyskarnas våroffensiv 1918 körde fast hade bristerna nått även till armén. När den tyska högsjöflottan i oktober 1918 gjorde myteri spred detta sig snabbt till den slitna civilbefolkningen, och inom två veckor tvingades Tyskland söka vapenvila. Royal Navy gick till sist segrande ur striden, men nederlaget hade varit snubblande nära, och kunde undvikas endast tack vare hjälp från Storbritanniens allierade. Den tid då Royal Navy härskade på världshaven var nu definitivt förbi.

### Mellankrigstiden
Efter Versaillesfreden drog sig USA tillbaka i isolering. Åter föll lotten på Royal Navy att upprätthålla fred och stabilitet på världshaven. Denna gång skulle dock inte Royal Navy förmå att lösa sin uppgift. 1918 var Royal Navy fortfarande världens starkaste flotta, med en budget på 344 miljoner pund och en personalstyrka på över 400 000. I spåren av det förödande världskriget spred sig dock en pacifistisk anda i Storbritannien samtidigt som ekonomin var ansträngd, och radikala nedskärningar av flottan blev en populär politik. 1919 sjönk anslagen till 154 miljoner pund, 1920 till 76 miljoner. I takt med att fartyg gradvis utmönstrades krympte flottans numerär till under 100 000 officerare och matroser. Anslagen kom nu att styras av den så kallade tioårsregeln, vilken var ett antagande att Storbritannien inte skulle utkämpa något större krig de närmaste tio åren. Ett annat tecken på flottans minskade betydelse i det brittiska samhället var att amiralitetet för första gången sedan 1500-talet inte längre satt med i regeringssammanträdena.
1922 undertecknade världens stormakter ett flottavtal, Washingtonavtalet, vilket satte tak på de olika nationernas flottor och på storleken på olika fartygstyper. Storbritannien såg det som ett sätt att undvika dyr kapprustning med starkt växande industrinationer som USA och Japan. USA:s flotta skulle nu tillåtas nå paritet med Royal Navy, medan Japans tilläts en storlek på 60% av Royal Navy. För de flesta länder innebar avtalet ett tak på hur mycket fartyg som fick byggas, men för Storbritannien innebar det att ett stort antal fartyg måste skrotas. Av 70 kryssare bibehölls 50, av 443 jagare endast 120. Dessutom började många av de kvarvarande fartygen bli till åren komna, och få ersattes av nybyggen.
En annan följd av Washingtonavtalet var att Storbritannien måste säga upp sin allians med Japan, en allians som varit värdefull då den minskat behovet för det överansträngda Royal Navy att hålla fartyg i Stilla Havet. Dessutom hade kriget inneburit att Storbritanniens försvarsåtaganden ökat i och med att flertalet av Tysklands kolonier blev brittiska. Sammantaget saknade Royal Navy nu resurser för att upprätthålla Pax Britannica. Besparingarna gick så långt att sjömännens löner sänktes, vilket ledde till myteriet vid Invergordon 1931.
Nedskärningarna innebar också att Royal Navy, som varit en pionjär inom marinflygets område, kraftigt halkade efter inom det som kom att bli det för sjömakt mest centrala, marint flyg. Redan 1912 hade Royal Navy startat sitt första flygplan från ett flygplansdäck, och världens första hangarfartyg, HMS Furious var brittiskt. 1918 hade marinflyget 3 000 flygplan. 1933 hade det antalet fallit till 160. Flottans flyg hade organisatoriskt placerat under Storbritanniens flygvapen, vilket gjorde att det blev styvmoderligt behandlat. Royal Navy lät endast bygga ett fåtal hangarfartyg under mellankrigstiden, medan både USA och framförallt Japan satsade hårt på denna nya fartygstyp.
Royal Navys allt svagare tillstånd lämnade fältet fritt för hungriga diktaturer. Först ut var Japan, Storbritanniens före detta allierade, och läraktige elev. 1931 invaderade Japan Manchuriet utan att någon kunde ingripa. Nästa utmanare var Italien. Dess härskare Mussolini hade låtit bygga upp en mäktig flotta i Medelhavet, som nu Royal Navy inte längre kunde räkna på att behärska. När Italien 1935 invaderade Kejsardömet Etiopien var Royal Navy för svaga, och rädda för förluster i sina redan knappa resurser, för att ingripa. Den tredje utmanaren var Hitlers Tyskland. Nazisternas maktövertagande 1933 innebar startskottet på en tysk återupprustning i strid med Versaillesfredens bestämmelser. 1935 slöt ett pressat Storbritannien ett marinavtal som tillät Tyskland att bygga ut sin ytflotta till 35% av Storbritanniens, och ubåtsflottan till 45% i hopp om att på så sätt hålla tillbaka Tysklands rustningar. Resultatet blev dock att Tyskland med Storbritanniens godkännande kunde bygga ut sin flotta i snabbt tempo.
Till sist gick det upp för Storbritanniens regering vad som höll på att hända och ett upprustningsprogram för flottan antogs. Under åren 1937-39 sjösattes två nya hangarfartyg, en ny klass slagskepp och en ny klass jagare.

### Andra världskriget
Vid andra världskrigets utbrott hade Storbritannien fortfarande världens mäktigaste flotta. Den var dock i många stycken föråldrad och hade inte förmått hänga med i den sjöstrategiska revolution som flyg och fartygsbaserat flyg utgjorde. Bland Storbritanniens potentiella fiender fanns Italien som hade byggt upp en stark flotta i Medelhavet och Japan som hade en motsvarande stark position i Stilla Havet. Att hålla dessa i schack samtidigt som man tog sig an hotet från Tysklands ubåtar, få men kraftfulla fartyg för kaparkrig och det tyska flygvapnet skulle visa sig mer än vad Royal Navy mäktade med. Tack vare hjälp från den nya härskaren över haven, USA, skulle dock Royal Navy till sist stå som segrare även denna gång. Priset skulle dock bli ofantligt. Omkring 1525 örlogsfartyg sänkta och 50 000 sjömän förlorade innebar att Royal Navy helt enkelt hade förbrukats av kriget.
Det första krigsåret visade på Royal Navys sårbarhet inför nya vapen, men också på en fortsatt aggressiv anda i enlighet med hundraåriga traditioner. Under 1939 förlorade Royal Navy slagskeppet Royal Oak, och hangarfartyget Courageous till tyska ubåtar. Trots offensivt uppträdande av brittiska ubåtar (16 tyska örlogsfartyg sänkta) och jagare (Captain Warburton-Lees lyckade anfall mot överlägsen tysk styrka i Narvik) under kampen om Norge, så tvingade tyskt flyg Royal Navy att dra sig ur striden. Ett annat exempel på offensivanda var när tre brittiska kryssare gav sig i strid med det betydligt kraftfullare tyska fickslagskeppet Admiral Graf Spee, som fört ett framgångsrikt kaparkrig i Sydatlanten, och slutligen förmådde tyskarna att borra det skadade skeppet i sank i Montevideos hamn.
I och med Frankrikes fall och Italiens inträde i andra världskriget sommaren 1940, stod det klart att Royal Navys tillgångar var sträckta till sin yttersta gräns. Att samtidigt föra krig mot de tyska ubåtarna i norra Atlanten och att skydda förnödenhetsskeppningarna genom Medelhavet mot den italienska flottan blev mycket betungande samtidigt som man fortfarande måste skydda sina besittningar i övriga världen. Den tyska ubåtsflottan fick nu tillgång till baser på Frankrikes Atlantkust, vilket underlättade deras operationer i Nordatlanten. I juni 1940 hade de brittiska fartygsförlusterna till tyska ubåtar stigit till 600 000 ton på en månad. Sedan Hitler i mitten av augusti 1940 släppte alla restriktioner för ubåtskriget steg förlusterna ytterligare. Mot det traditionella motmedlet mot ubåtskrig, konvojering, satte den tyske ubåtsbefälhavaren Karl Dönitz in en ny effektiv metod, vargflocken. Genom att snabbt samla 10-15 ubåtar i ett gemensamt angrepp när en konvoj väl funnits åsamkades den svåra förluster.
Då Frankrike föll sommaren 1940 fruktade britterna att la Flotte Française skulle falla i tyskarnas händer och tillsammans med italienarnas slagskepp i Medelhavet allvarligt hota Royal Navys dominans till sjöss. De franska amiralerna hade lovat att borra sina skepp i sank hellre än att låta dem falla i tyska händer. Men britterna vågade inte riktigt lita på detta utan krävde att de franska skeppen skulle seglas till Storbritannien, USA eller Frankrikes kolonier. Den största franska styrkan fanns i Mers-el-Kébir i franska Algeriet och britterna seglade dit och krävde att skeppen antingen skulle utlämnas till Royal Navy eller seglas till en brittisk-kontrollerad hamn och avväpnas eller seglas till någon fransk koloni i Västindien annars skulle skeppen sänkas inom sex timmar. Förhandlingarna drog ut på tiden men ingen av sidorna ville ge med sig och kl. 16:56 den 3 juli 1940 öppnade britterna eld mot sina före detta allierade och sänkte 1 slagskepp, 1 jagare och skadade 2 slagskepp allvarligt, dessutom dödades nästan 1300 franska sjömän. Detta skadade allvarligt de brittisk-franska relationerna, men visade samtidigt att Royal Navy fortfarande besatt något av aggressiviteten och hänsynslösheten från Nelson dagar, och signalerade Storbritanniens beslutsamhet att fortsätta kriget vid en tidpunkt då många, både i Tyskland, Storbritannien och inte minst i USA, förväntade sig att man skulle söka fred.
Under denna kritiska tid för Storbritannien spelade Royal Navy en viktig roll. Det var genom en enorm kraftansträngning av flottan som 340 000 soldater kunde räddas undan nederlaget på kontinenten och föras hem från Dunkerque, till ett då närmast försvarslöst Storbritannien. Genom Royal Navys styrka var tyskarna tvungna att uppnå luftherravälde innan de kunde våga sig på en invasion av de brittiska öarna. Detta lyckades man aldrig med.
I Medelhavet gav man sig i strid med den italienska flottan. Genom ett överraskande flyganfall med torpeder mot marinbasen i Taranto i november 1940 kunde Amiral Cunningham utdela ett svårt slag mot en italienska flottan som förlorade tre slagskepp, varav ett sänkt och två svårt skadade. Denna framgång följdes upp genom slaget vid Kap Matapan i mars 1941, då ytterligare ett italienskt slagskepp och tre kryssare sänktes av brittiskt hangarfartygbaserat flyg. Därmed var italienska flottan i huvudsak utslagen ur kriget. Royal Navys insatser för att evakuera den brittiska armén från Kreta skulle dock bli en mycket kostsam historia. Till listan över sänkta och skadade fartyg fick föras ett hangarfartyg, två slagskepp, åtta kryssare och åtta jagare. Segraren i kampen mellan britter och italienare i Medelhavet blev således, åtminstone tillfälligtvis, tyska Luftwaffe.
Därefter kom sjökriget i Medelhavet att präglas av brittiska försök att från Malta störa axelmakternas försörjningslinjer till trupperna i Nordafrika, tysk-italienska försök att med flyganfall och blockad tvinga Malta att kapitulera, och brittiska försök att med konvojer undsätta Malta. Denna kamp avgjordes inte förrän det tyska nederlaget i Nordafrika i grunden ändrade det strategiska läget och gjorde kampen om och från Malta irrelevant.
Den avgörande striden till sjöss kom dock att stå i Atlanten, mellan tyska ubåtar och allierade eskortfartyg. Storbritannien var för sin försörjning helt beroende av sina handelsvägar till sjöss, inte minst över Atlanten till USA som redan innan sitt krigsinträde kommit att bli demokratiernas arsenal. Under hösten 1940 var den brittiska situationen desperat. Allt för få eskortfartyg för att försvara konvojerna mot Dönitz vargflockar fanns. I det som kom att kallas ubåtarnas "lyckliga tid" sänktes i snitt över 100 handelsfartyg per månad. Under amiral sir Percy Noble hade dock inom ramen för Western Approaches Command en taktik för att möta ubåtarna börjat ta form, ett arbete som skulle fullföljas av Amiral Max Horton. Flygplan skulle komma att spela en viktig roll för att upptäcka och även anfalla ubåtar. Radar och flygburna strålkastare (Leigh lights) var hjälpmedel för att upptäcka ubåtar på ytan, något som var viktigt då den tidens ubåtar tillbringade stor del av sin tid i ytläge och främst dök vid anfall.

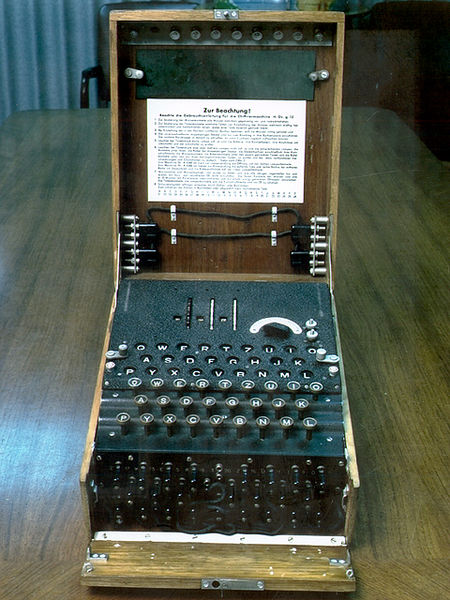
En tysk militär tre-rotors Enigma.

Fler eskortfartyg, organiserade i särskilda eskortgrupper var också avgörande. Till en början var bristen på eskortfartyg stor. Ett första steg mot att avhjälpa den var de 50 jagare som Storbritannien i september 1940 fick av USA i utbyte mot vissa baseringsrättigheter. Nyproduktion, inte minst i Kanada, ökade också gradvis styrkan. Från maj 1941 kunde alla konvojer förses med eskort. Ett annat genombrott i kampen mot ubåtarna kom när kodknäckare som Alan Turing vid Bletchley Park i mars 1941 började knäcka den tyska marinens Enigma-koder. Eftersom vargflockarna var beroende av intensiv radiokommunikation fick Royal Navy nu en bra överblick över de tyska ubåtarnas rörelser, och kunde omdirigera konvojer som hotades av ubåtar. Från våren 1941 började ubåtarnas sänkningar minska dramatiskt, från 105 fartyg i juni till 35 i november 1941. Samtidigt steg ubåtsförlusterna. När USA i september 1941 aktivt började bedriva ubåtsjakt mot tyska ubåtar i västra Atlanten lättade trycket mot Royal Navy ytterligare.
De tyska ubåtarna skulle notera nya framgångar, dels när man efter krigsförklaringen mot USA i december 1941 kunde skifta ubåtarnas insats mot USA:s atlantkust och den relativt oförberedda amerikanska flottan, dels i och med att förändringar i det marina chiffret gjorde det omöjligt för britterna att läsa de tyska koderna under flera månader. Resultatet blev att ubåtarnas sänkningar steg till nya rekord. Samtidigt hade USA:s industriella kapacitet släppt loss för fullt och USA producerade nu handelstonnage snabbare än vad tyskarna kunde sänka det. När konvojering och eskortering börjat fungera även för amerikanarna och de tyska marinkoderna åter knäcktes sjönk de allierade fartygsförlusterna drastiskt, medan de tyska ubåtsförlusterna steg i motsvarande grad. Under tiden hade en ny mindre typ av hangarfartyg börjat produceras i stora mängder och de allierade konvojerna kunde nu få flygskydd över hela Atlanten. I maj 1943 tvingas Dönitz ge upp slaget om Atlanten. Från denna tidpunkt skulle ytterligare 337 allierade handelsfartyg gå förlorade, men till ett pris av 530 tyska ubåtar.
Förutom ubåtarna hade Tyskland ytterligare ett vapen att sätta in mot den brittiska sjöfarten. Under 1930-talet byggde Tyskland upp en liten flotta med moderna och slagkraftiga örlogsfartyg. Den tyska styrkan var alldeles för liten för att utmana Royal Navy om sjöherraväldet, men vart och ett av de tyska fartygen var kraftiga nog att kunna sprida stor förödelse om de kunde bryta sig ut på öppna havet och ensamma eller i små grupper operera mot allierad sjöfart. För britterna gällde det att hindra en sådan utbrytning, eller om den ändå skedde att samla överlägsna styrkor för att snabbt fånga in och sänka de tyska kaparna.

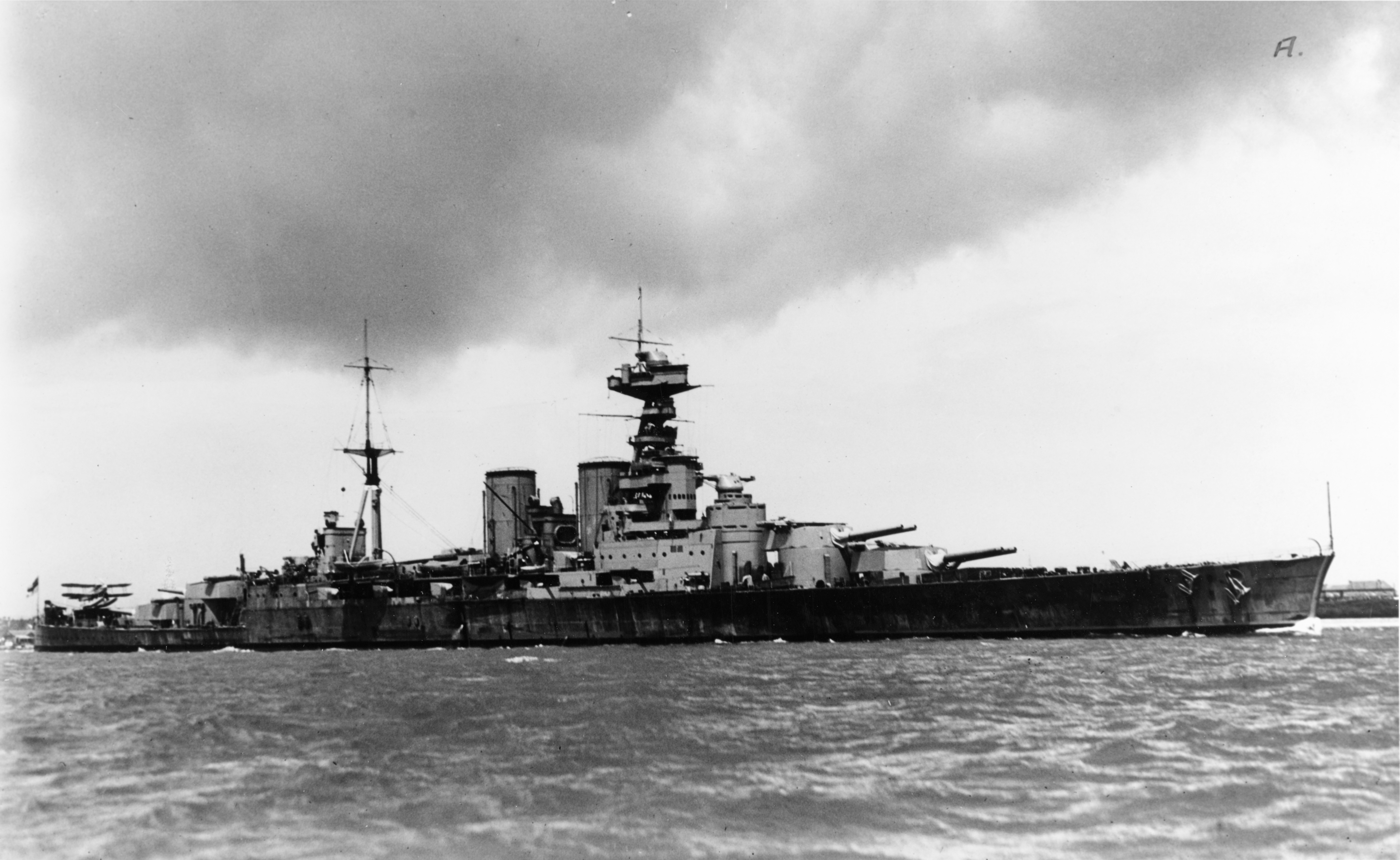
omkring 1932.

Den mest kända sammandrabbningen av detta slag kom i maj 1941 när det kraftfullaste av alla tyska fartyg, slagskeppet Bismarck, gav sig ut på sitt första uppdrag. Under jakten på Bismarck förlorade britterna HMS Hood, en av de kraftigaste brittiska slagkryssarna, och fick slagskeppet HMS Prince of Wales svårt skadat. Till slut lyckades dock amiralerna Sommerville och Tovey med hjälp av hangarfartygbaserat flyg sätta stopp för Bismarck och sänka henne.
Senare kom tyskarna att ombasera sina tyngsta fartyg till de norska fjordarna där de hade bättre skydd mot allierat flyg, men också kunde operera i Ishavet och utgöra ett hot mot de konvojer som gick med förnödenheter till Sovjetunionen. Ett av de tyska slagskeppen, Scharnhorst, sänktes under en sådan konvojstrid 1943. Det sista stora tyska hotet var Bismarcks systerfartyg Tirpitz. Tirpitz försattes slutligen ur stridbart skick av brittiska miniubåtar i en norsk fjord 1944.
Ingenstans blev Royal Navys oförmåga att klara sina globala åtaganden så uppenbar som efter Japans krigsinträde i december 1941. Det brittiska imperiets utposter i Asien och Stilla Havet stod i det närmaste oförsvarade. Endast tack vare att USA börjat avlasta britterna i Atlanten kunde britterna skicka två slagskepp (HMS Prince of Wales och Repulse) till Singapore när krigsmolnen tornade upp sig. Det japanska anfallet mot Pearl Harbor den 7 december 1941 följdes av en omedelbar invasion av Malaya, Filippinerna och Nederländska Ostindien. I samband med detta sänkte japanskt flyg båda de brittiska slagskeppen den 9 december 1941. Detta gav japanerna praktiskt taget fria händer i Sydostasien, och när de allierade till sist kunde gå till motoffensiv var det den amerikanska flottan som stod för huvuddelen av insatserna. Royal Navy hade definitivt lämnat sin dominerande position till USA:s flotta, och kom att spela en mycket obetydlig roll i resten av Stillahavskriget.
Tittar man på produktion av fartyg blir Royal Navys position som lillebror till US Navy också uppenbar. De stora brittiska skeppsvarven låg i ruiner efter kriget. Efter 1940 sjösatte Royal Navy ingen ny kryssare under andra världskriget, efter 1941 inget nytt hangarfartyg. Istället blev man beroende av amerikansk fartygsmateriel. Teknologiskt sprang amerikanarna också ifrån britterna på alla områden, även om Royal Navy under hela kriget kunde bistå sina amerikanska kusiner med både tekniskt och taktiskt kunnande som under århundraden av traditioner och erfarenheter samlats i dess organisation.

## Efterkrigstiden

### Kalla kriget 1945-1989
Vid andra världskrigets slut var Royal Navy större än någonsin tidigare, 900 fartyg, varav 52 hangarfartyg, och en personalstyrka på 900 000 man. Storbritannien var dock utmattat och utblottat efter sex års krig, och hade varken vilja eller förmåga att bibehålla denna flotta. I takt med att imperiets gränser rullades tillbaka minskade också de brittiska försvarsåtagandena. Det sista slagskeppet ströks 1959, den sista kryssaren 1980. Hangarfartygen minskade till 12 år 1950, och ytterligare till tre 1970. Även antalet jagare och korvetter minskade stadigt.
Suezkrisen var Storbritanniens sista försök att agera som självständig stormakt. När USA opponerade sig mot den fransk-brittiska operationen hade Storbritannien inget annat val än att avbryta den. Nu var det US Navy som härskade över vågorna. Royal Navys uppgift kom istället gradvis att övergå till att säkra sjölederna över Atlanten. Hotet kom främst från Sovjetunionens ubåtsflotta, så Royal Navy kom framförallt att utveckla sin förmåga att jaga ubåtar. Royal Navys nätverk av baser och strategiska stödjepunkter runt världen började också att monteras ned. Suezkanalen förlorades 1956, Aden 1967. De brittiska baserna i Bahrain och Singapore stängde 1971. Sedan Hongkong överlämnats till Kina 1997 återstod i princip endast Gibraltar.
Under 1960-talet började Storbritannien bygga upp en självständig förmåga till kärnvapenavskräckning. Royal Navy utrustades med ubåtar bestyckade med ballistiska kärnvapenrobotar. Symptomatiskt för Storbritanniens goda, men underordnade, förhållande till USA är att såväl kärnvapnen, som de ballistiska robotarna och ubåtarnas kärnreaktorer tillhandahölls av USA istället för att Storbritannien utvecklade en självständig förmåga på dessa områden.

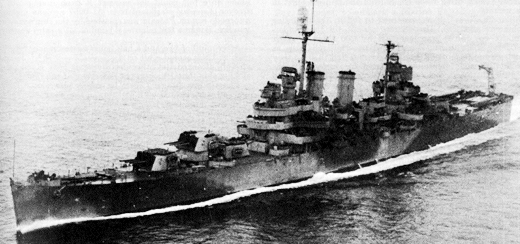
under 1940-talet då hon fortfarande hette.

När Argentina 1982 invaderade Falklandsöarna hade Royal Navy nästan helt mist sin förmåga till självständiga operationer i avlägsna vatten. De två hangarfartyg, som kom att utgöra kärnan i den brittiska expeditionsstyrkan var bara månader från att säljas eller skrotas. Med en improvisationsförmåga och handlingskraft i Royal Navys bästa anda, och med ett hopplock av resterna från en stormaktsflotta lyckades britterna på bara ett par dagar skicka en expeditionsstyrka mot Sydatlanten. Jämfört med de flottor Royal Navy gått i krig med tidigare var det en tämligen liten styrka, förutom de två hangarfartygen och ett amfibiefartyg, bestod flottan av fem jagare och fyra fregatter. Sedan en brittisk ubåt sänkt den argentinska kryssaren General Belgrano höll sig den argentinska flottan undan, men det argentinska flygvapnet angrep envist och lyckades bland annat sänka jagaren Sheffield. Till sist kunde dock brittiska trupper landsättas på Falklandsöarna och betvinga de argentinska trupperna.
I mitten på 1980-talet, under kalla krigets slutfas, hade Royal Navy tre hangarfartyg, fyra strategiska robotubåtar, 14 kärnkraftsdrivna attackubåtar, 15 konventionella ubåtar, 14 jagare, 39 fregatter, sju landsättningsfartyg, 27 mindre landsättningsbåtar och ett stort antal patrullbåtar och underhållsfartyg av olika slag.

### Efter 1989
I början av 1990-talet var Royal Navy en styrka utformad för kalla kriget och de krigsuppgifter som Storbritannien åtagit sig inom NATO, vilket inte minst innebar fokus på att jaga och förstöra sovjetiska ubåtar i Nordatlanten. I och med Falklandskriget, där andra uppgifter skulle lösas, upptäcktes brister i utrustning och doktriner. Här krävdes en flotta som var bättre anpassad till expeditionskrigföring och kustnära krigföring, vilket var svårt med den dåtida strukturen och inriktningen. Storbritanniens förändrade utrikespolitik har demonstrerat behovet av förnyelse av flottan i ett antal operationer som krävt att hangarfartyg ska kunna sättas in globalt som i Adriatiska havet, fredsförhandlingar i Bosnien och Hercegovina, Kosovo, Sierra Leone och Persiska viken. Under 1990-talet startades därför ett flertal projekt för att förnya flottan och föra in den i 2000-talet. Från att ha haft som primärt syfte att jaga ubåtar i Nordatlanten har Royal Navy (återigen) blivit en expeditionär flottstyrka.